# Helsinki
Helsinki (prononcé /ɛl.siŋ.ki/ ; prononcé en finnois : /ˈhel.siŋ.ki/  ; en suédois : Helsingfors /hɛl.sɪŋ.ˈfɔrs/ ) est la capitale de la Finlande. Avec environ 674 000 habitants dans la commune et 1 641 000 dans le Grand Helsinki, elle est la plus grande ville de Finlande. Helsinki est la deuxième capitale la plus septentrionale du monde après Reykjavik, la capitale de l'Islande. La ville a la plus forte population immigrée de tout le pays ; plus de 130 nationalités y résident. Elle s'étale sur une presqu'île entourée d'un grand nombre d'îles et est fortement caractérisée par la présence de l'eau. Helsinki est un port marchand ouvert sur le golfe de Finlande.
Ses habitants sont appelés les Helsinkiens (en finnois : helsinkiläiset ; en suédois : helsingforsare).

## Étymologie
À l'origine, Helsinki s'appelait « Helsingfors » ([hɛlsiŋ'fɔʂ], qui reste, jusqu'à aujourd'hui, le nom officiel en suédois. Helsingfors proviendrait du nom d'une paroisse voisine, Helsinge (qui aurait donné le nom finnois Helsinki), et de fors, rapides en suédois (lesdits rapides auraient traversé le village d'origine). Une autre version attribue le nom aux immigrants Suédois venus de la province de Hälsingland.
En argot de Helsinki, la ville est aussi appelée Stadi (du suédois stad, « ville ») et Hesa en finnois familier.

## Histoire

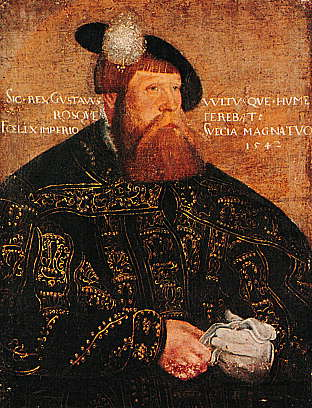
Gustave Ier Vasa, roi de Suède et fondateur d'Helsinki (Helsingfors).

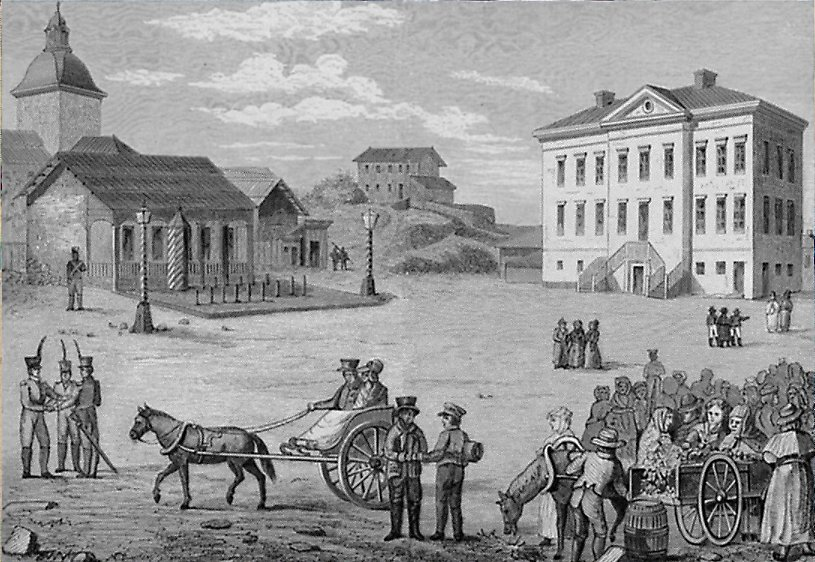
Le centre d'Helsingfors en 1820.

Helsinki fut fondée sous le nom « Helsingfors », en 1550, par Gustave Vasa, roi de Suède dans le but de concurrencer Reval (actuellement  Tallinn, la capitale de l'Estonie), alors ville hanséatique florissante. Le premier village d'Helsinki se situait alors dans le quartier encore appelé Vanhakaupunki (« Vieille ville ») ; une plaque commémorative indiquant l'emplacement de la première église et du premier cimetière. L'urbanisation récente se traduit en particulier par l'importance des noms de lieux et de quartiers liés à des particularités naturelles et géographiques, comme Koskela (les rapides), Katajanokka (presqu'île du Genévrier), etc.
La ville fut incendiée et occupée par les Russes en guerre contre les Suédois pendant la grande guerre du Nord entre 1713 et 1721, puis de nouveau en 1742. Fortifier la ville devint donc une priorité pour se défendre des occupations. La forteresse maritime de Sveaborg (actuellement  Suomenlinna) est construite entre 1748 et 1798, avec l'appui du roi de France Louis XV.
Après la défaite de la Suède dans sa guerre contre la Russie de 1808-1809, la Finlande est annexée à l'Empire russe. Helsingfors devint le 8 avril 1812 alors la capitale d'un grand-duché autonome, à la place de Turku, jugée trop proche géographiquement et sentimentalement de la Suède.
La ville connaît dès lors un développement considérable, le centre-ville est reconstruit selon les plans de Carl Ludwig Engel, l'université de Turku est déplacée vers la nouvelle capitale et deviendra l'université d'Helsinki.
Pendant la guerre de Crimée, la forteresse de Sveaborg est en partie détruite par une expédition franco-anglaise.
Contrairement à Tampere, Helsingfors a subi relativement peu de dégâts pendant la guerre civile finlandaise. Après la victoire des blancs, de nombreux ex-rouges ont été mis dans des camps de prisonniers, le plus grand camp avait quelque 13 300 prisonniers et était situé sur l'île forteresse de Sveaborg.Bien que la guerre civile ait laissé une cicatrice considérable dans la société, le niveau de vie dans le pays et la ville a commencé à s'améliorer dans la décennie suivante. Des architectes renommés, comme Eliel Saarinen ont créé des plans pour la ville, mais ils n'ont jamais été pleinement réalisés.
En 1917, à l'indépendance de la Finlande, Helsinki devient le nouveau nom officiel de la ville qui est aussi capitale de la nouvelle république.
Durant la guerre d'Hiver puis durant la guerre de Continuation, la ville subit plusieurs bombardements de la part de l'aviation soviétique mais la défense antiaérienne se révèle efficace et les dégâts relativement limités.
En 1975, la Conférence sur la sécurité et la coopération en Europe (CSCE) adopta à Helsinki l’Acte final de son premier sommet.
La place du Sénat (Senaatintori) au centre de la ville témoigne encore de ces liens avec la Russie avec une statue du tsar
Alexandre II devant la cathédrale et la ressemblance des bâtiments avec la ville de Saint-Pétersbourg et ainsi la ville fut souvent utilisée pour des tournages de cinéma, à l'époque de la guerre froide, afin de représenter l'ancienne capitale impériale, notamment dans des James Bond, du fait de cette ressemblance.

## Géographie

### Localisation

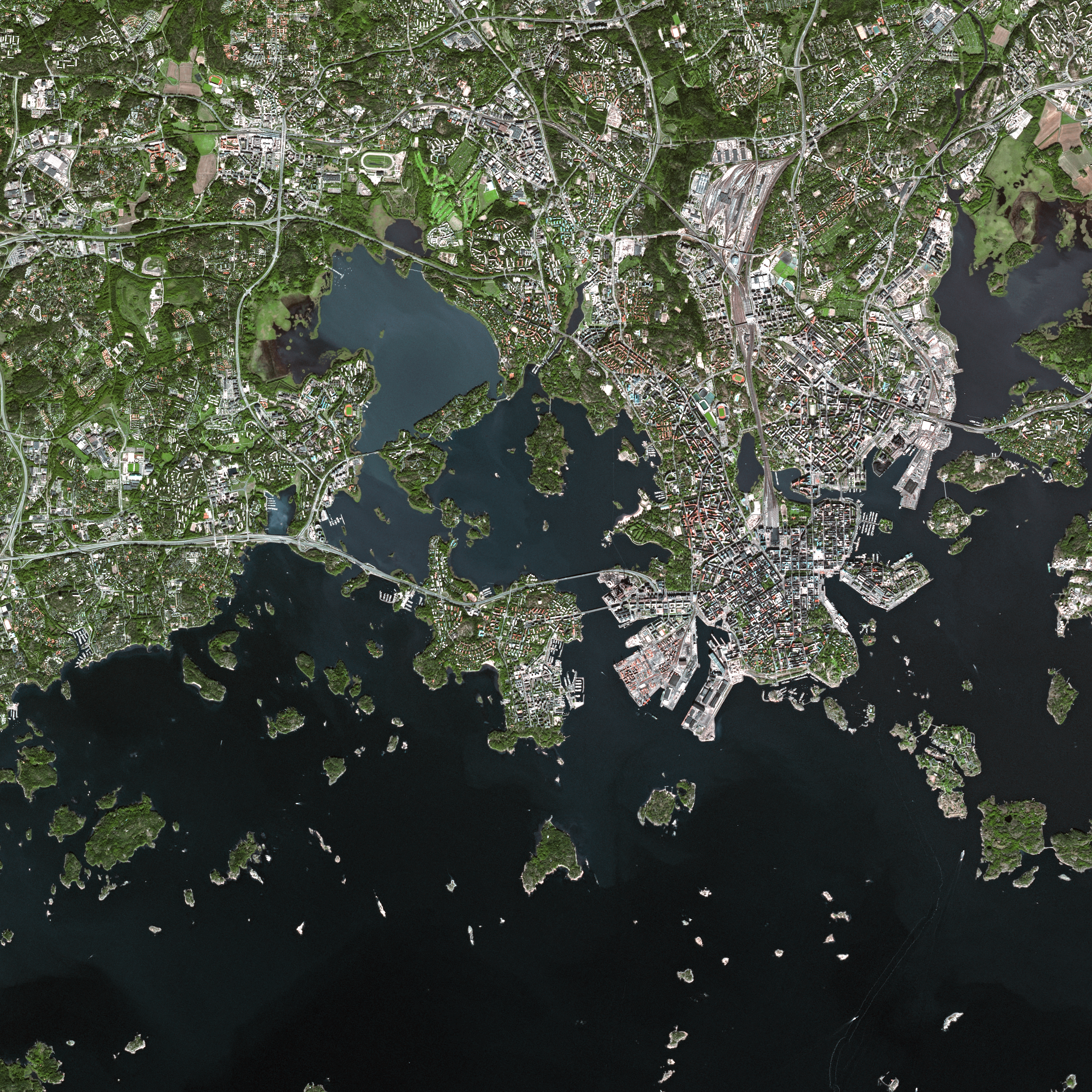
Vue satellite du centre d'Helsinki.

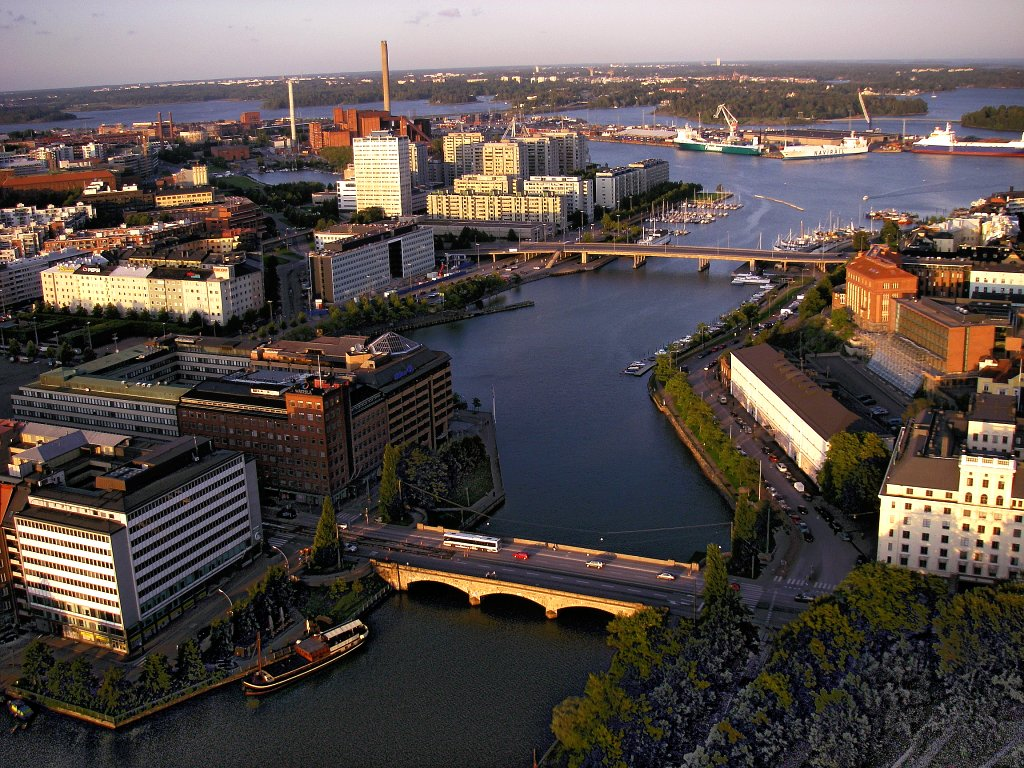
Kaisaniemenlahti.

|       | Vantaa            |       |
| Espoo | Helsinki          | Sipoo |
|       | Golfe de Finlande |       |

### Topographie
Construite sur une presqu'île entourée de quelque 330 îles, la ville est fortement caractérisée par la présence de l'eau. La remontée des terres due au phénomène d'isostasie fait que certains lieux autrefois occupés par la mer sont aujourd'hui urbanisés, comme l'ancienne baie du quartier de Kluuvi.
La commune d'Helsinki s'étale sur des baies, des péninsules et des îles plus ou moins grandes.
Le secteur du centre-ville occupe une péninsule au sud de la commune, ce qui est rarement mentionné par son nom réel « Vironniemi ».
La densité de la population dans certaines parties du centre-ville d'Helsinki est très élevée, atteignant jusqu'à 16 494 habitants au kilomètre carré dans le quartier de Kallio, mais la densité de population dans l'ensemble d'Helsinki est de 3 050 habitants au kilomètre carré.
Elle est classée comme très peu peuplée en comparaison d'autres capitales européennes comme Paris, Moscou, Londres ou encore Berlin. Une grande partie d'Helsinki se situe en dehors du centre-ville et se compose de quartiers d'après-guerre séparés les uns des autres par des îlots de forêts.
La commune comprend une superficie totale de 715,55 km2, dont seulement 213 km2 de superficie terrestre.
| Carte de l'archipel d'Helsinki                                              |
| Carte interactive de l'archipel d'Helsinki (cliquer pour voir les détails). |

### Climat
Le climat d'Helsinki est de type continental tempéré par le Gulf Stream et la proximité de la mer. Les températures hivernales y sont relativement élevées compte tenu de la latitude, avec des moyennes d'environ −5 °C en janvier et février. La moyenne des maximales de juin à août oscille quant à elle entre 19 et 21 °C. Les records de température enregistrés sont de 33,2 °C le 28 juillet 2019 et de -35 °C le 10 janvier 1987.
| Mois                              | jan.  | fév. | mars  | avril | mai  | juin | jui. | août | sep. | oct.  | nov.  | déc. | année |
| --------------------------------- | ----- | ---- | ----- | ----- | ---- | ---- | ---- | ---- | ---- | ----- | ----- | ---- | ----- |
| Température minimale moyenne (°C) | −6,9  | −7,7 | −4,2  | 0,4   | 6    | 11   | 13,7 | 12,6 | 8,1  | 3,8   | −0,8  | −4,8 | 2,7   |
| Température moyenne (°C)          | −4,3  | −5   | −1,5  | 3,6   | 10   | 14,9 | 17,3 | 16   | 11   | 6,2   | 1,4   | −2,3 | 5,7   |
| Température maximale moyenne (°C) | −1,7  | −2,2 | 1,2   | 6,8   | 14   | 18,7 | 20,9 | 19,3 | 13,9 | 8,6   | 3,5   | 0,3  | 8,7   |
| Record de froid (°C)              | −34,4 | −33  | −31,3 | −19,8 | −7   | −0,5 | 4,9  | 2,1  | −4,5 | −13,9 | −25,5 | −35  | −35   |
| Record de chaleur (°C)            | 8,5   | 10,3 | 17,5  | 21,9  | 29,3 | 30,9 | 33,2 | 31,2 | 26,2 | 17,6  | 11,6  | 9,7  | 33,2  |
| Précipitations (mm)               | 46,5  | 35,8 | 38    | 36,3  | 32,4 | 48,6 | 61,8 | 77,7 | 65,9 | 72,9  | 67,9  | 57,7 | 641,6 |

## Administration

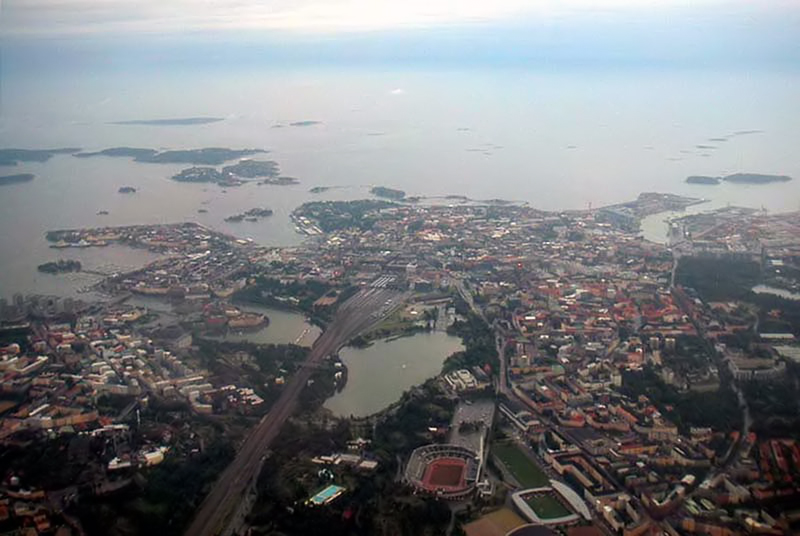
Vue aérienne du centre d'Helsinki.

### Organisation municipale

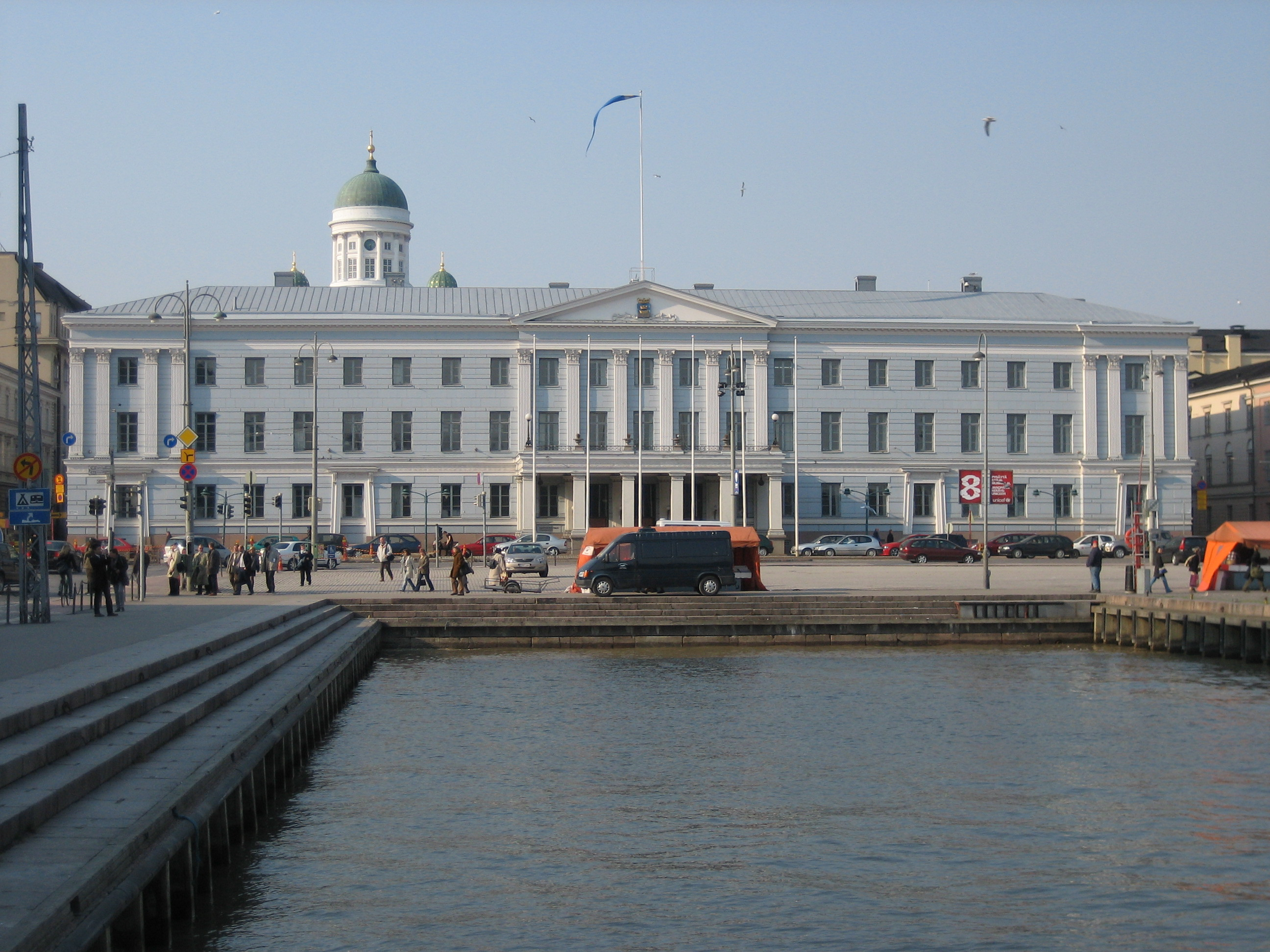
Bâtiment de l'hôtel de ville d'Helsinki

Comme dans toutes les municipalités finlandaises, le conseil municipal d'Helsinki est le principal organe exécutif de la vie politique locale. Il traite les questions telles que la planification de la ville, les écoles, l'urbanisme, les soins médicaux et les transports publics. Le Conseil est composé de 85 membres élus tous les quatre ans aux élections municipales.
Le maire d'Helsinki, est nommé par le conseil municipal. Le poste est actuellement[C'est-à-dire ?] occupé par Jan Vapaavuori. Il a été nommé pour un mandat de 4 ans, à compter de juin 2017.

### Composition du conseil municipal
| Année  | Sièges | Sièges | Sièges | Sièges | Sièges | Sièges | Sièges | Sièges | Sièges  | Sièges | Sièges | Taux de participation |
| Année  | Kok.   | Vihr.  | SDP    | Vas.   | PS     | SFP    | Kesk.  | KD     | FP (en) | PP     | autres | Taux de participation |
| 2017   | 25     | 21     | 12     | 10     | 6      | 5      | 2      | 2      | 1       | 1      | –      | 61,8 %                |
| [ 12 ] |        |        |        |        |        |        |        |        |         |        |        |                       |

## Démographie
En 2012, la commune d'Helsinki comptait 602 200 habitants (10,8 % de la population de la Finlande), la région capitale (avec Espoo, Vantaa et Kauniainen) compte 1 050 819 habitants (19,2 % de la population finlandaise) et le Grand Helsinki, regroupant treize communes compte 1 344 757 habitants.
La population d'Helsinki est essentiellement de langue finnoise (84,3 %) avec une minorité suédophone importante (6,1 %).
La ville a la plus forte population immigrée de la Finlande en termes tant absolus que relatifs. Il y a plus de 130 nationalités résidentes dans la ville d'Helsinki. Les communautés les plus importantes sont les Russes, les Estoniens, les Suédois, mais aussi un nombre important de Somaliens, de Serbes, de Chinois, d'Indiens, d'Irakiens et d'Allemands.

### Évolution démographique
| Année   | Population | Réf.   |
| ------- | ---------- | ------ |
| 1810    | 4 070      |        |
| 1830    | 11 100     |        |
| 1850    | 20 700     |        |
| 1880    | 43 300     |        |
| 1900    | 93 600     |        |
| 1925    | 209 800    |        |
| 2003    | 559 716    |        |
| 2009    | 582 169    |        |
| 2012    | 602 200    |        |
| 2017    | 642 045    | [ 14 ] |
| 2020    | 655 395    |        |
| 2023    | 674 963    |        |
| Sources |            |        |

## Subdivisions de la ville

### Quartiers, districts et principales sections

Les 59 quartiers d'Helsinki.

La commune d'Helsinki est découpée en subdivisions de tailles et de natures variées. Le découpage fait intervenir des quartiers, des districts, des superdistricts, des sections et des secteurs. Sa complexité le rend parfois difficilement compréhensible par les habitants, un nom géographique donné pouvant désigner deux réalités différentes. Ces divisions sont uniquement le fait de la municipalité, les codes postaux obéissant à une logique différente.
Les quartiers d'Helsinki sont la subdivision la plus ancienne de la commune.
À l'origine, Helsinki comptait 54 quartiers officiels, mais à la suite d'une décision de l'État, la commune d'Helsinki a annexé une partie de celle de Sipoo, à l'est, le 1er janvier 2009, la commune d'Helsinki s'est agrandie et ses quartiers sont désormais au nombre de 59.
Généralement, les quartiers sont utilisés par le conseil municipal pour des missions de planification et d'urbanisme.
Les districts (finnois : peruspiiri, suédois : distrikt), sont au nombre de 34. Les différents services publics prirent l'habitude de diviser la ville en diverses zones, la plupart du temps sans tenir compte des quartiers existants. Il en résultait un réseau très complexe, difficilement compréhensible d'un service public à l'autre. Pour permettre une meilleure coordination des services publics et une plus grande lisibilité, le conseil municipal a entériné la création de districts le 13 décembre 1982.

## Urbanisme et architecture

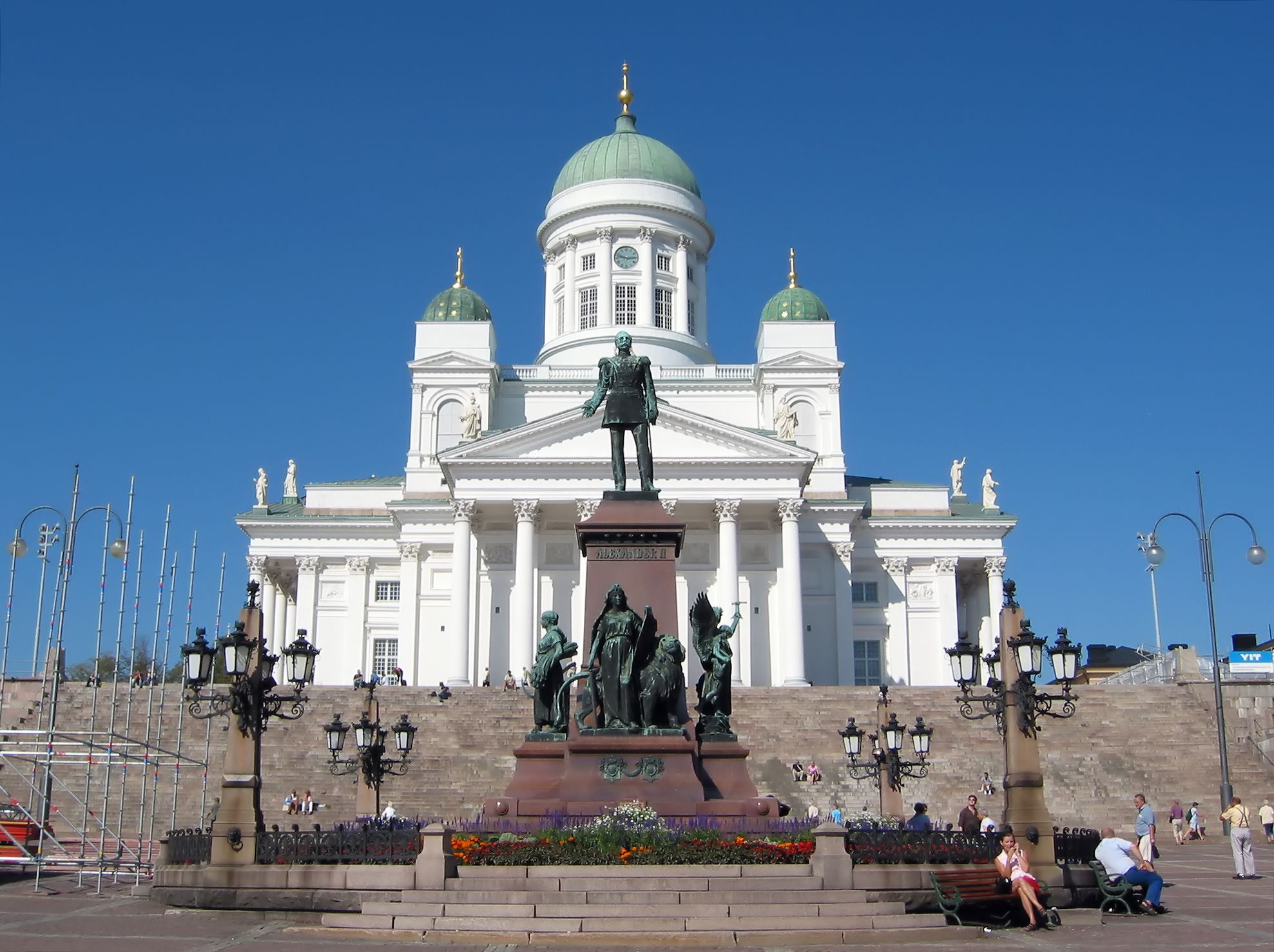
La cathédrale luthérienne d'Helsinki.

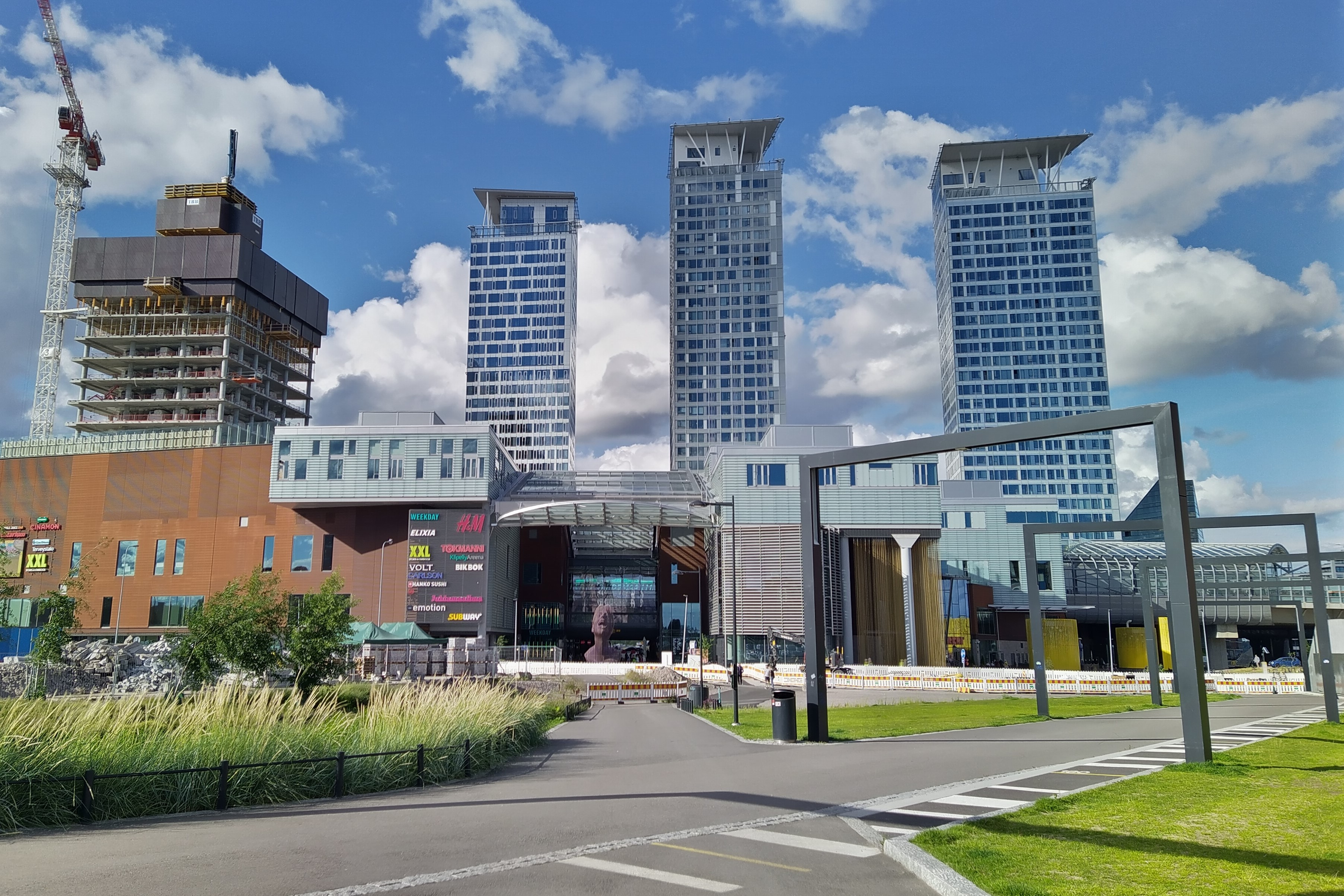
Kalasatama en 2022.

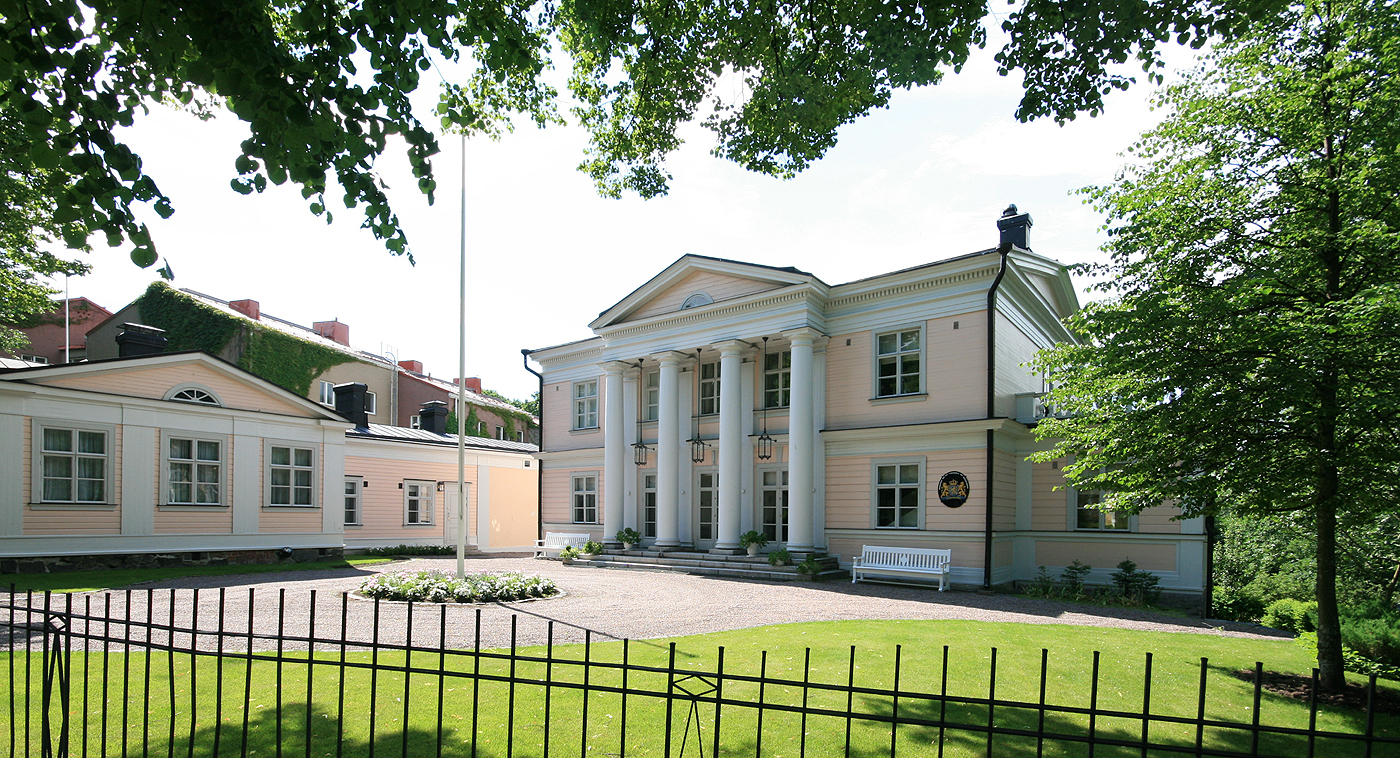
L'ambassade des Pays-Bas en Finlande.

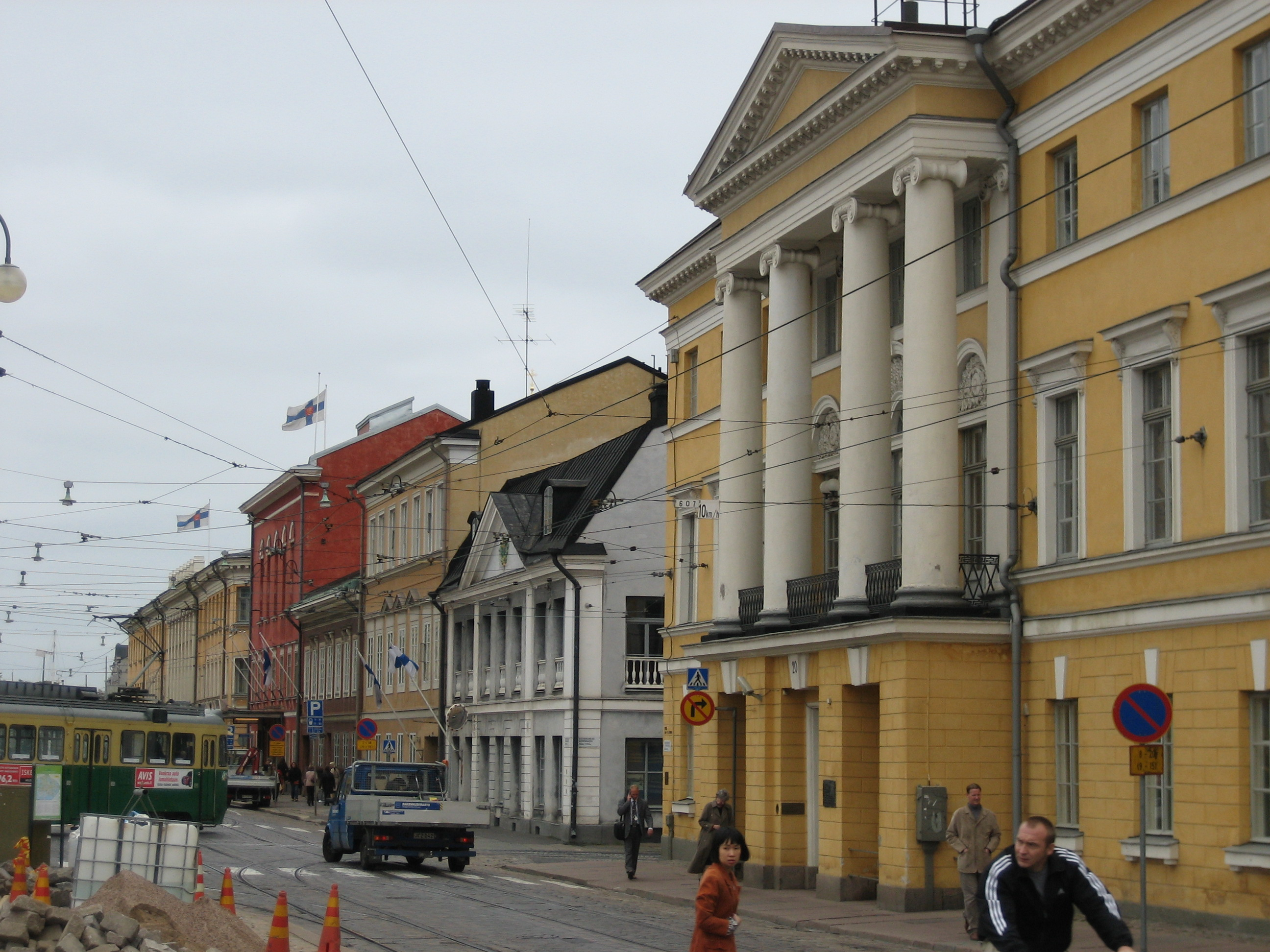
Aleksanterinkatu

La ville, qui ne comptait au début du XIXe siècle qu'une dizaine de milliers d'habitants, fut profondément modifiée après son annexion par la Russie, selon un plan orthogonal conçu par l'architecte Carl Ludwig Engel. Au centre de ce plan, la place du Sénat, ensemble monumental néoclassique élevé entre 1822 et 1852, est bordée par les bâtiments de l’université, le Conseil d'État et la cathédrale luthérienne construite entre 1830 et 1852.
La fin du XIXe siècle voit l'apparition du style romantique national, dont les exemples les plus célèbres sont le musée national de Finlande, construit entre 1905 et 1910 par le cabinet d'architectes Gesellius-Lindgren-Saarinen ainsi que le Théâtre National construit en 1902 par Onni Tarjanne.
Le centre-ville, en particulier le quartier de Kluuvi, est ponctué de nombreux bâtiments art nouveau construits au début du XXe siècle, tels que le bâtiment de la compagnie de téléphone ou la gare centrale construite entre 1910 et 1914 par l'architecte Eliel Saarinen, ainsi que la statue d'Havis Amanda. L'architecte moderne Alvar Aalto y a réalisé certaines œuvres mondialement célèbres, à l'image de la maison Finlandia (Finlandia-talo) (1971), construit au bord de la baie de Töölö et où furent signés en 1975 les accords d'Helsinki.
Le 21e siècle marque le début de la construction de tours à Helsinki, lorsque la ville décide d'autoriser la construction de gratte-ciels. En avril 2017, il n'y avait pas de gratte-ciel de plus de 100 mètres dans la région d'Helsinki, mais plusieurs projets sont en construction ou en projet, principalement à Pasila et à Kalasatama.
Un concours international d'architecture a été organisé pour la construction d'au moins 10 immeubles de grande hauteur à Pasila. La construction des tours est prévue en 2020-2021. Dans la région de Kalasatama, on construira une quinzaine de tours entre 2015 et 2025.

## Voies de communication et transports
Les transports publics font en général l'objet de vifs débats dans la politique locale d'Helsinki. À Helsinki, les transports publics sont le plus souvent gérés dans le cadre de l'établissement des transports de la ville d'Helsinki, qui est l'autorité de transport de la ville. Le système des transports publics est diversifié et se compose de tramways, de trains de banlieue, d'un métro, de lignes d'autobus, de deux lignes de ferry et de vélos en libre service. Dès 2009, comme dans toutes les grandes villes, par loi nationale est créé un organisme de gestion des transports en commun couvrant la principale ville mais aussi son agglomération ; à Helsinki, il y a les Transports de la région d’Helsinki (HSL) qui sont chargés de gérer les transports dans toute l'agglomération d'Helsinki ainsi que ceux vers les municipalités voisines d'Espoo, de Vantaa de Kauniainen, de Kerava, du Kirkkonummi et de Sipoo.

### Transports en commun

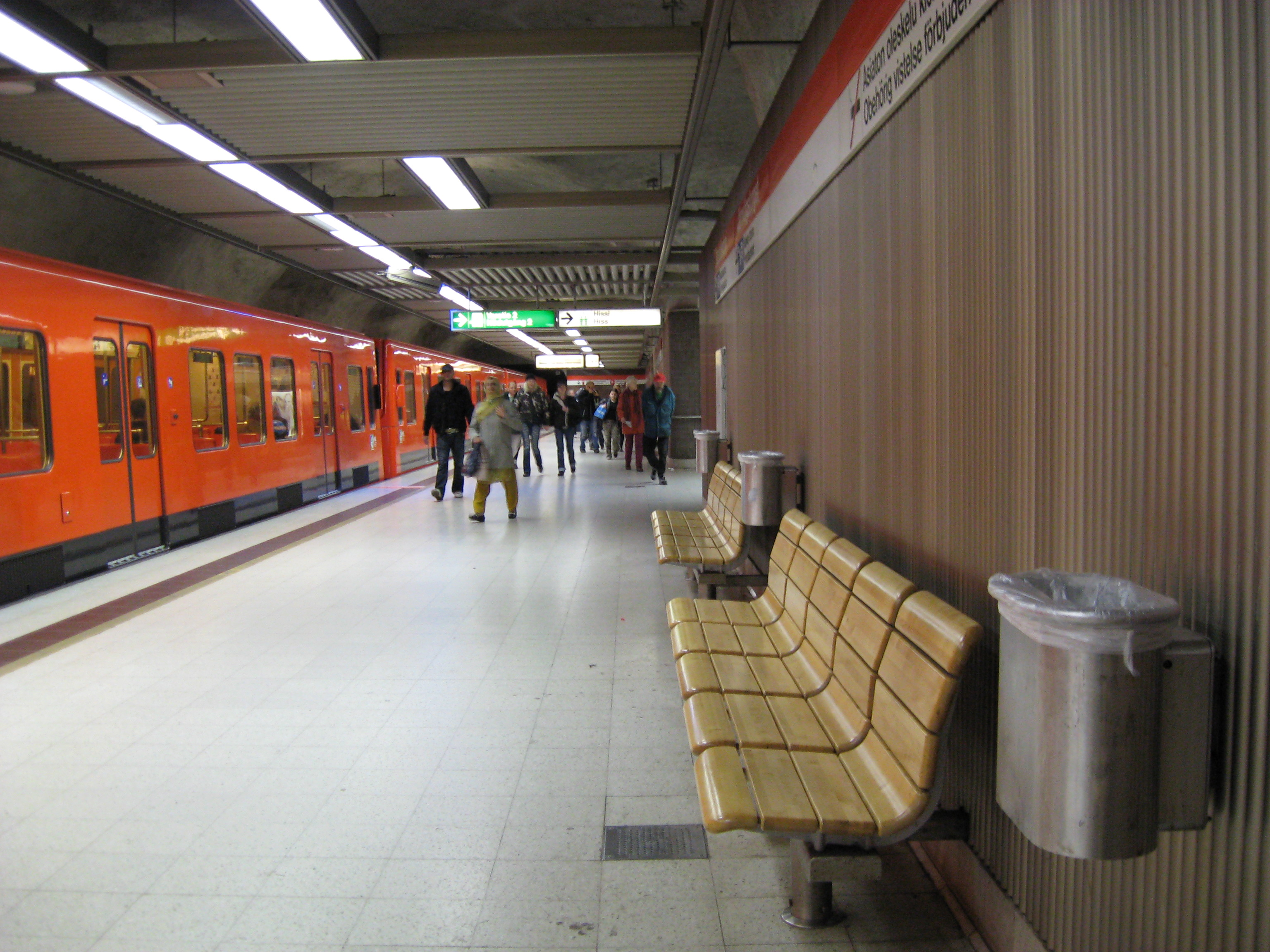
Passage en station d'une rame du métro d'Helsinki.

En 2000, 210 millions de voyages furent effectués, dans le réseau de transports publics d'Helsinki dont 47,6 % par bus, 27 % par trams, 24,7 % par métro et 0,7 % grâce aux ferries.
Helsinki est dotée d'une ligne de métro partiellement aérienne se séparant en deux branches à la station de Itäkeskus et traversant la ville d'est en ouest.
Cette ligne de métro sera prolongée dans les années à venir vers l’ouest jusqu'à Espoo et à l’est dans la direction de Sipoo.
Outre son réseau de lignes de métro et de bus qui dessert la ville ainsi que certaines communes limitrophes, Helsinki possède aussi un ferry municipal qui assure la traversée jusqu'à la forteresse de Suomenlinna et un réseau de tramway qui dessert principalement le centre-ville.
Ce réseau compte 10 lignes : 1, 1 A, 2, 3, 4, 6, 7 A, 7B, 8, 9, 10) pour 71 km de voies.
Le réseau de bus dessert la ville intramuros ainsi que les banlieues nord et ouest.

### Transports maritimes

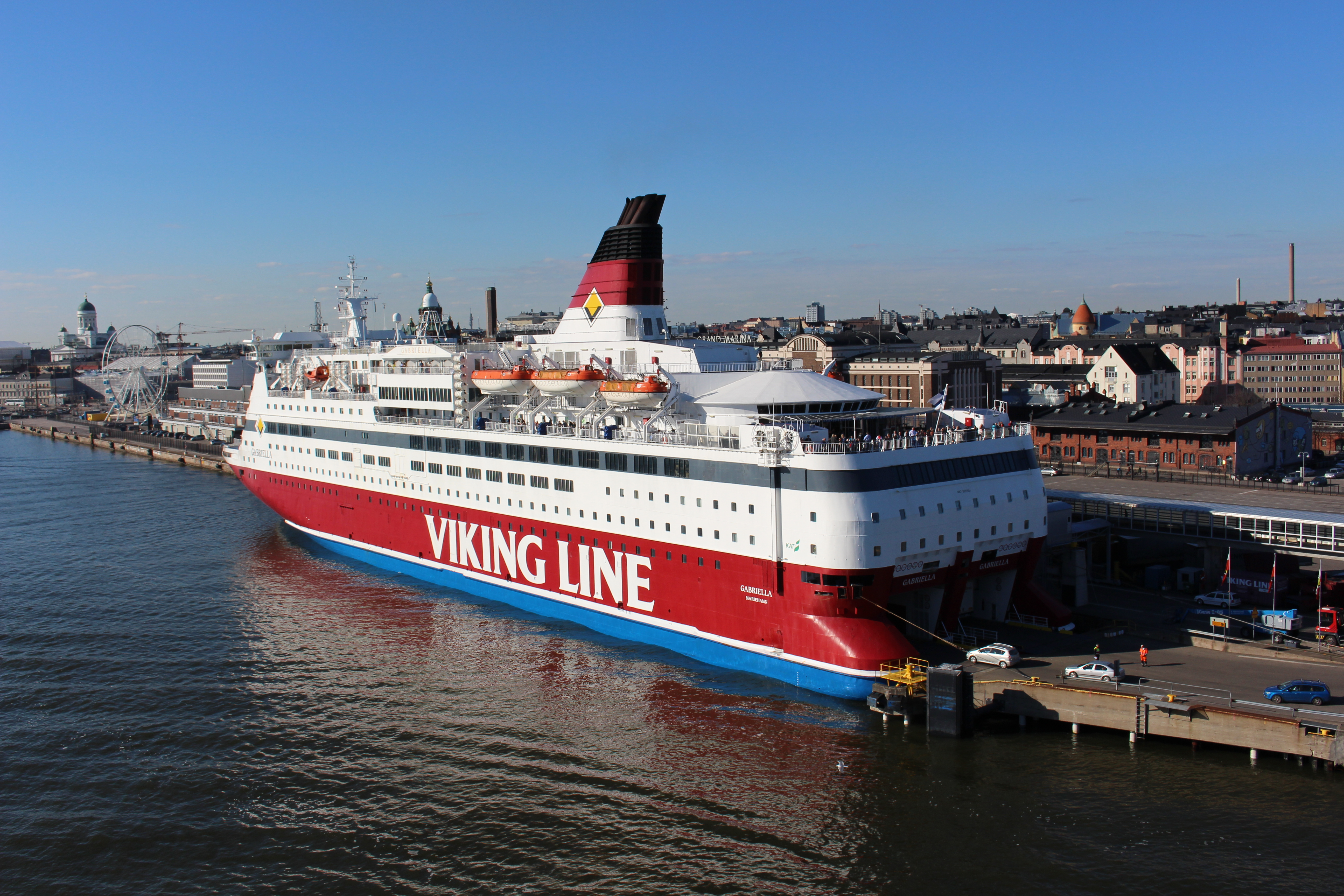
Ferry de la compagnie Viking Line à Helsinki.

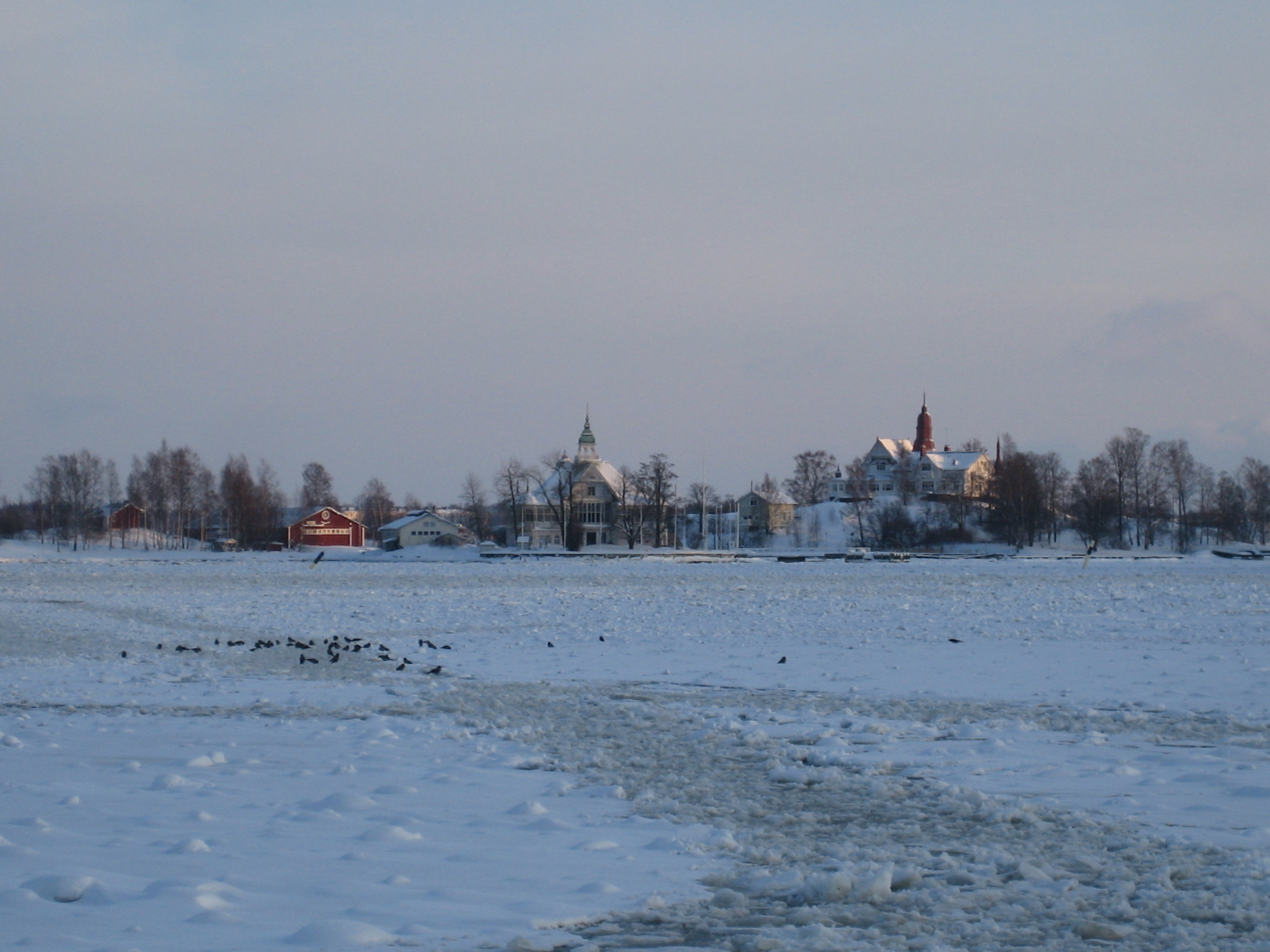
Le port d'Helsinki avec la mer gelée pendant la majeure partie de l'hiver

Helsinki est reliée par ferry à Stockholm (Suède), Tallinn (Estonie), Saint-Pétersbourg (Russie), Rostock et Travemünde (Allemagne), totalisant en 2017 un trafic de 12,3 millions de passagers,.
Le trafic se fait à partir des différents terminaux du port d'Helsinki en fonction des compagnies : les bateaux de Silja Line et Viking Line ont respectivement pour point de départ les terminaux Olympia et Katajanokka du port du Sud, tandis que les bateaux de Tallink partent du port de l'Ouest.
Chaque hiver, le port d'Helsinki, est pris dans les glaces. La vie de la capitale finlandaise n'est cependant pas paralysée. Les liaisons maritimes quotidiennes avec les grandes villes de la Baltique sont assurées grâce à l'action d'une flotte de brise-glace.

### Transports aériens
Helsinki dispose de deux aéroports : l'aéroport d'Helsinki-Vantaa et l'aéroport d'Helsinki-Malmi.
L'aéroport d'Helsinki-Vantaa est le principal aéroport international de Finlande. Il est situé à 5 km du centre de la ville de Vantaa et à 20 km au nord du centre de la capitale Helsinki. C'est de très loin le principal aéroport du pays. En 2007 il a vu transiter 13 090 744 passagers soit plus de 75 % du total des voyageurs ayant transité par un aéroport du pays, et près de 16 fois plus que le deuxième aéroport du pays, l'aéroport d'Oulu.
L'aéroport d'Helsinki-Malmi est un aéroport dans le quartier de Malmi, situé à environ 10 km au nord-est d'Helsinki.
Jusqu'en 1952, c'était le principal terrain d'aviation d'Helsinki. Désormais, il est utilisé par l'aviation générale. Depuis longtemps, la ville d'Helsinki projette de fermer l'aéroport de Malmi et de construire à la place des habitations.
La fermeture de l'aéroport est cependant un projet très litigieux, et il n'est pas sûr qu'il soit mené à son terme,.

## Éducation

### Enseignement supérieur

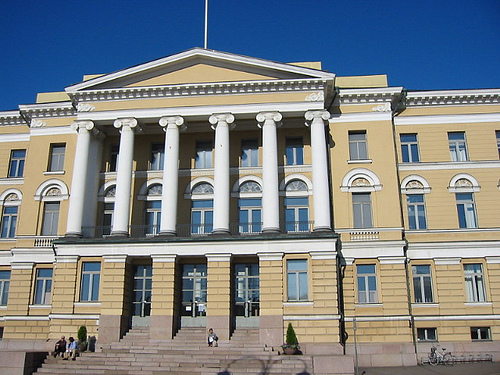
Université d'Helsinki.

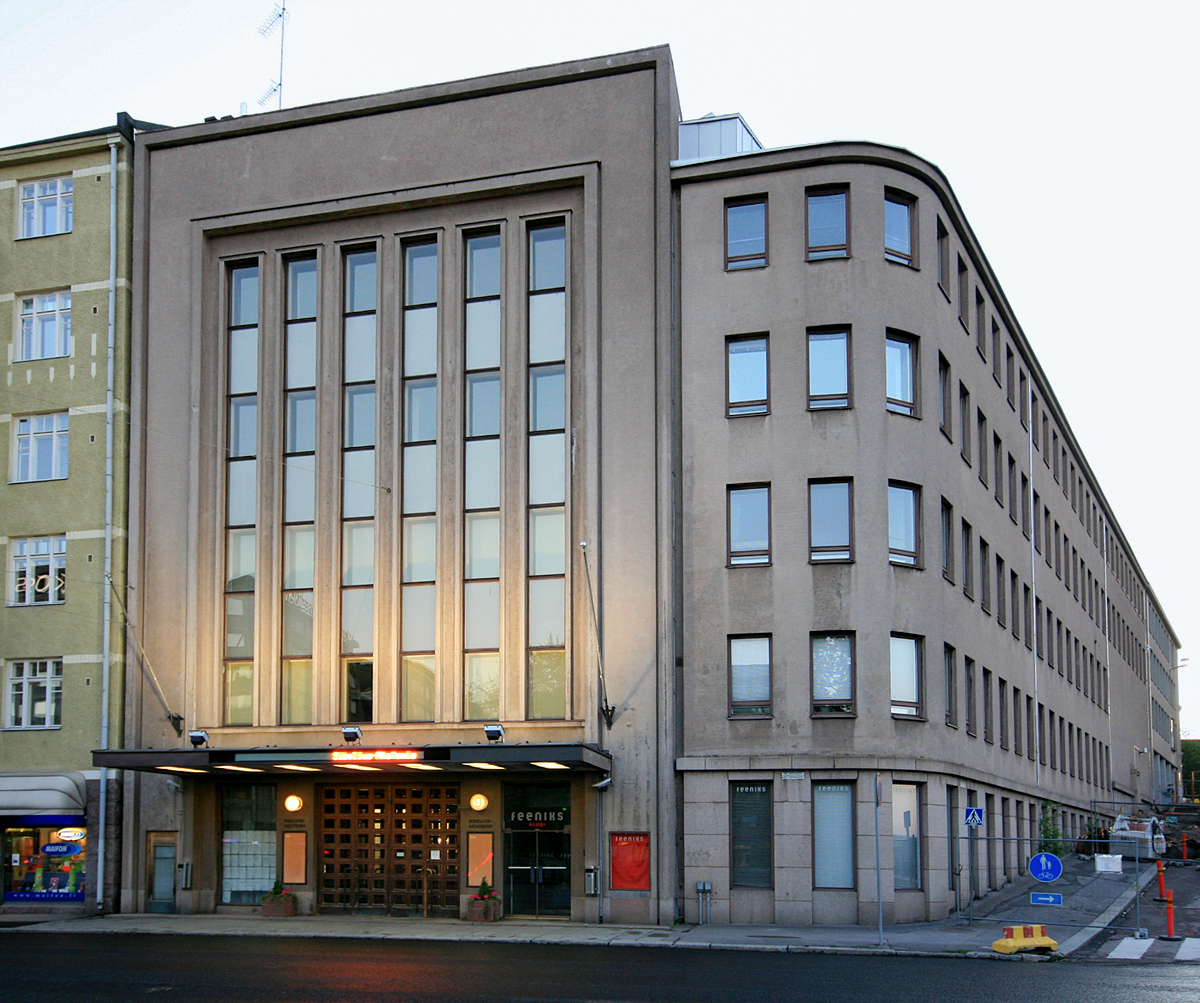
Bâtiment R de l'Académie Sibelius.

Helsinki compte 13 établissements d'enseignement supérieur :
Deux universités
- L'université d'Helsinki qui est la principale et la plus ancienne université en Finlande.
- L'université Aalto issue de la fusion de l'université technologique d'Helsinki, de l'École supérieure de commerce d'Helsinki et de l'École supérieure d'art et de design

Quatre écoles supérieures
- L'École supérieure de commerce de Hanken
- L'École supérieure d'art dramatique
- L'Académie des Beaux-Arts
- L'Académie Sibelius

Cinq université des sciences appliquées
- Université des sciences appliquées Arcada
- Université des sciences appliquées Haaga-Helia
- Université des sciences appliquées Metropolia
- Université des sciences appliquées Humak
- Université des sciences appliquées Diakonia

## Économie
Helsinki est le principal centre économique de la Finlande. On y trouve la bourse d'Helsinki (OMX), et le siège de la plupart des banques et compagnies d'assurances finlandaises. Parmi les grandes compagnies installées dans la ville, on compte UPM, Stora Enso (industrie papetière), Sanoma WSOY, Éditions Otava, Stockmann et Kesko (distribution), Elisa (télécommunications), Stonesoft (sécurité des réseaux).
Le port d'Helsinki est le principal port de Finlande que ce soit pour le transport de marchandises ou les transports de passagers (8,5 millions de passagers).
Helsinki est le premier centre industriel du pays et possède une industrie diversifiée : chantiers navals (Arctech), industries chimiques et agro-alimentaires, imprimeries, usines textiles, fabriques de liqueurs et de porcelaine.
La région métropolitaine est une destination de choix pour le siège de grandes entreprises finlandaises, ainsi que les sièges régionaux d'entreprises internationales. La zone métropolitaine d'Helsinki a la meilleure disponibilité pour les travailleurs hautement qualifiés en Finlande, et de bonnes infrastructures et des systèmes de soutien aux entreprises.
Depuis juin 2007, le centre-ville a accueilli l'Agence européenne des produits chimiques (ECHA), qui a conduit à la délocalisation de plusieurs centaines d'experts internationaux et leurs familles à Helsinki,.
L'amélioration de l'économie d'Helsinki et de la coopération entre les municipalités de l'agglomération d'Helsinki sont considérés comme les principaux défis futurs pour le développement économique de la région.

## Culture

### Musées et théâtres

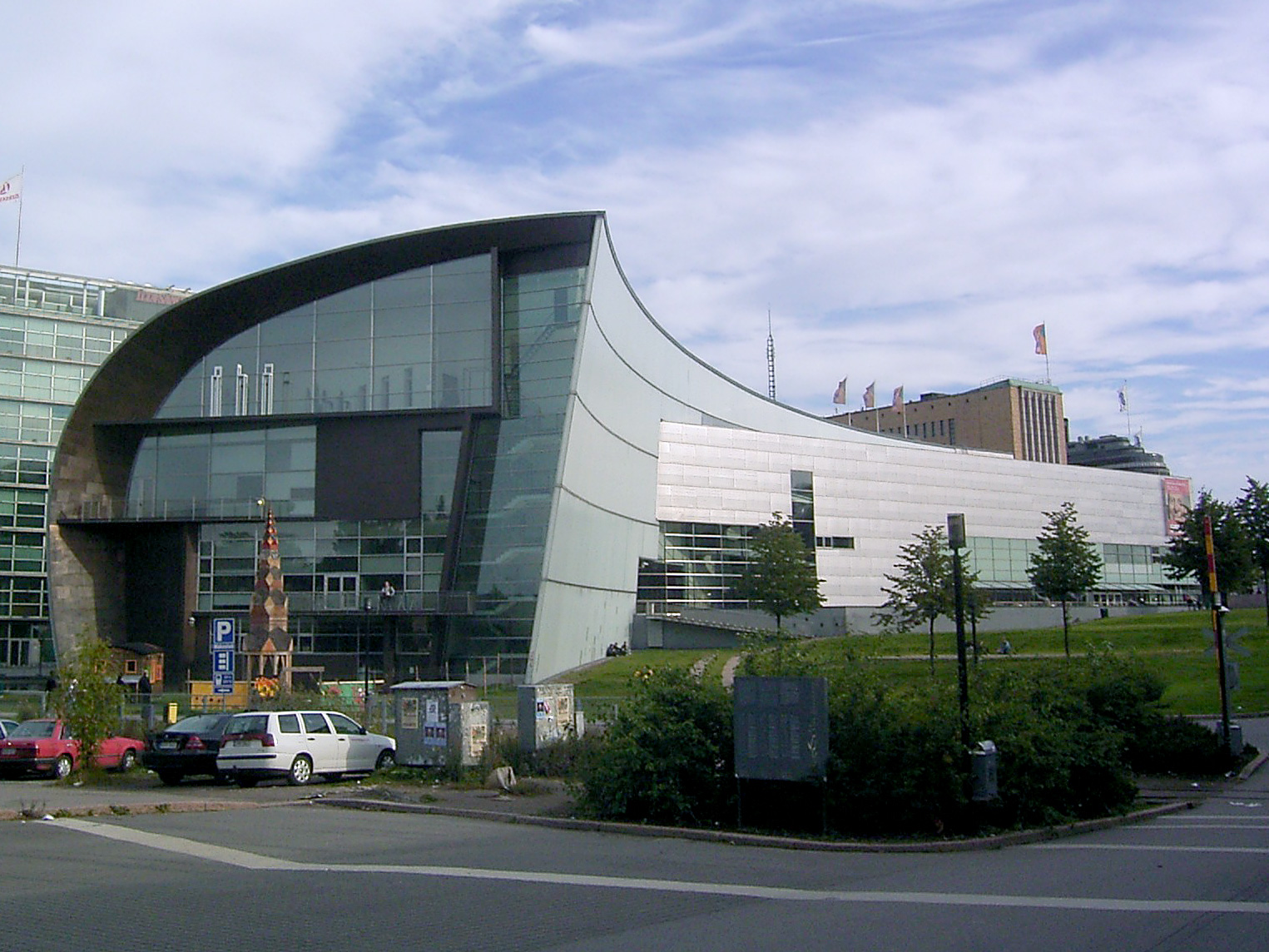
Le musée d'art contemporain de Kiasma.

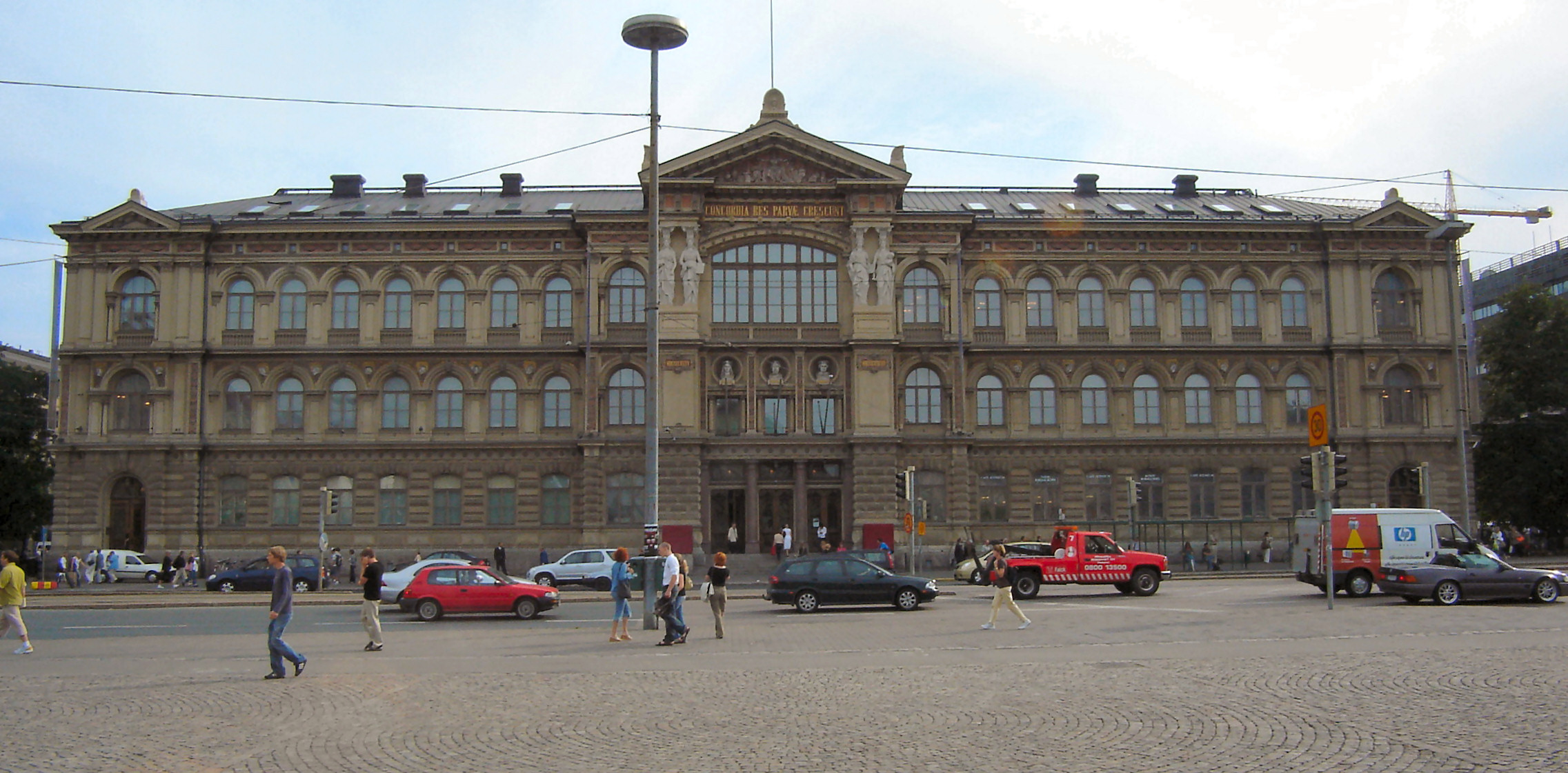
Le musée d'art Ateneum.

Le plus grand musée historique à Helsinki, est le musée national de Finlande, qui affiche une vaste collection historique de la préhistoire au XXIe siècle. Le bâtiment lui-même, ressemble à un château médiéval de style néoromantique, ce qui en fait une véritable attraction touristique. L'autre musée historique majeur d'Helsinki est le musée municipal d’Helsinki, qui présente aux visiteurs l'histoire de 500 ans d’Helsinki et depuis 2010, le musée des beaux-arts d´Helsinki qui se trouve dans le palais du tennis (Tennispalatsi en finnois).
L'université d'Helsinki possède également de nombreux musées importants, y compris le musée Arppeanum et le musée d'histoire naturelle.
La Galerie nationale de Finlande se compose de trois musées : le musée d'art Ateneum pour l'art finlandais classique, le musée Sinebrychoff pour l'art classique européen et le musée d'art Kiasma pour l'art moderne (200 000 visiteurs).
Le musée d'art Ateneum, est un palais de style néo-renaissance du XIXe siècle et l'un des principaux édifices historiques de la ville (300 000 visiteurs), tandis que le Kiasma, d'architecture très moderne, est probablement le bâtiment le plus populaire d'Helsinki. Les bâtiments des trois musées font partie des propriétés du Sénat.
Helsinki possède trois grands théâtres : le théâtre national finlandais, le théâtre municipal d'Helsinki et le théâtre suédois.
Helsinki compte 79 musées, 45 cinémas, et 12 théâtres.

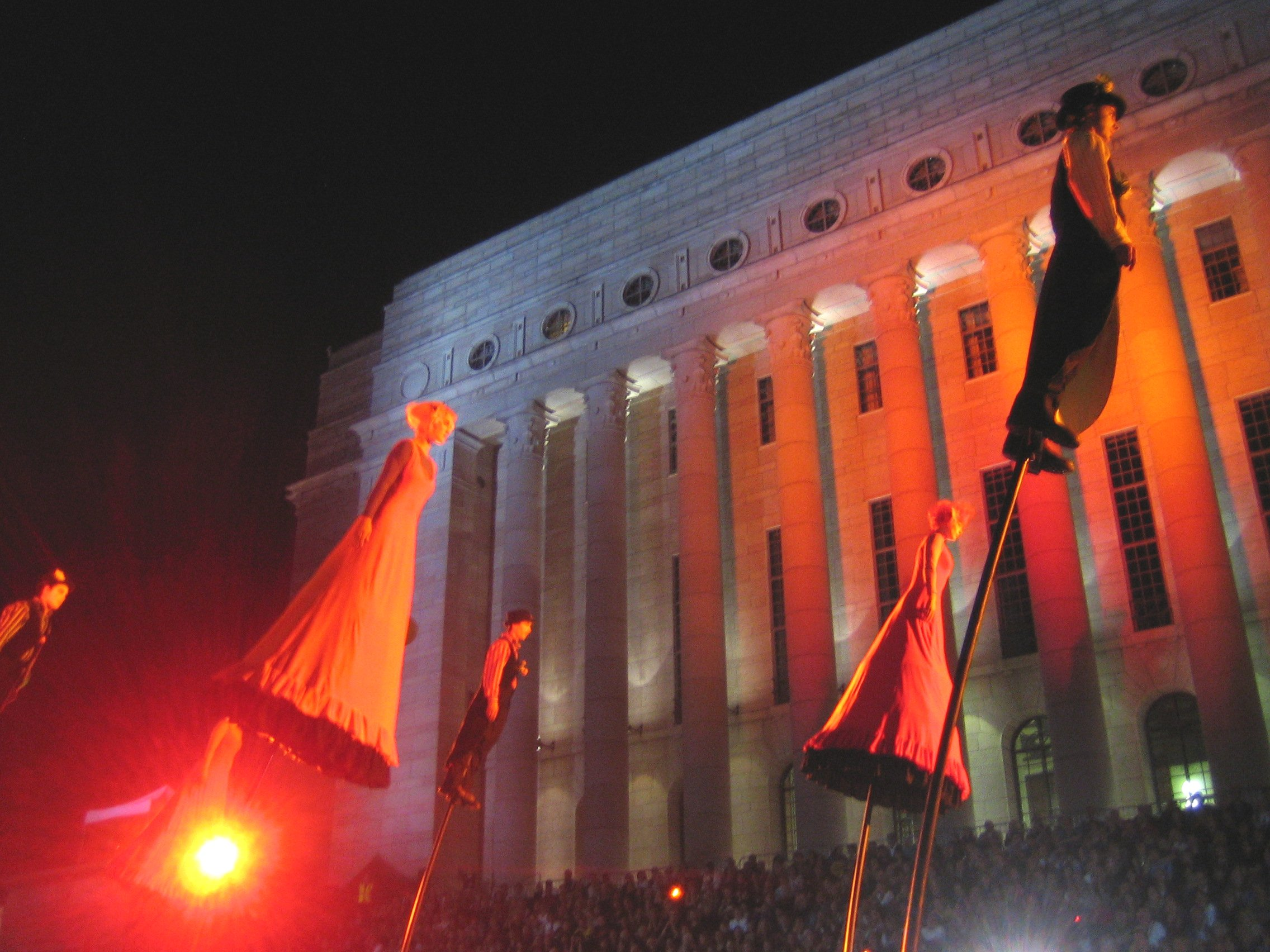
La compagnie Strange Fruit, de Melbourne à la Nuit des Arts à Helsinki.

### Art et culture
Le Festival d'Helsinki a lieu tous les ans au mois d'août et dure quinze jours. L'un des évènements important est la Nuit des Arts (en) (en finnois : Taiteiden yö, qui fait aussi partie de la Nuit blanche : il permet de se rendre librement en soirée et la nuit dans les musées, les librairies, les parcs publics et d'autres lieux.
- Le concours Eurovision de la chanson s'est déroulé en 2007 à l'Hartwall Arena.
- La place du Sénat a accueilli, à l'automne 2010, la plus grande « Exposition en plein air » qui s'est jamais tenue en Finlande, plus de 1,4 million de visiteurs ont pu admirer l'exposition internationale des United Buddy Bears[30].

### Musique

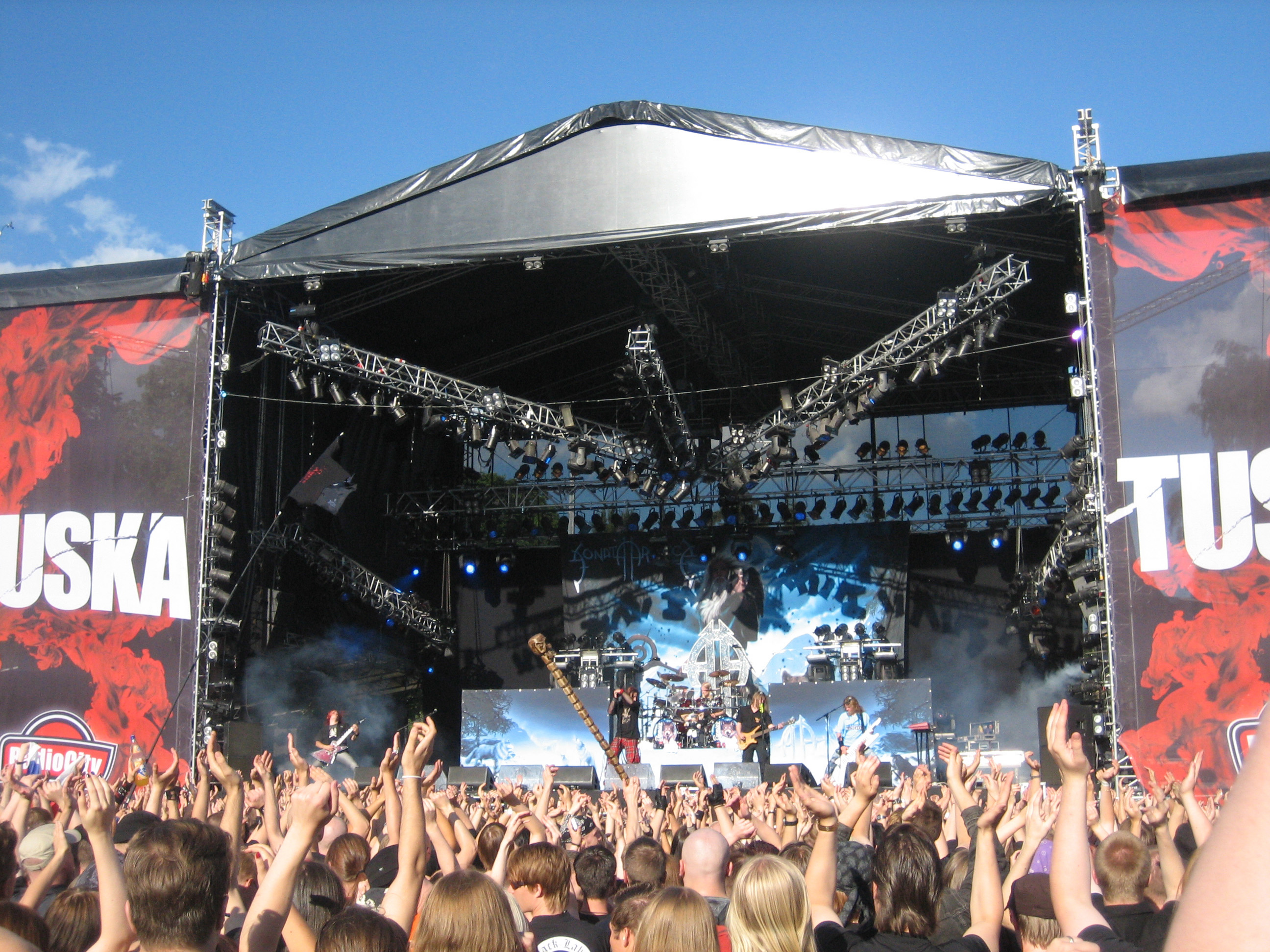
Sonata Arctica à Tuska Open Air Metal Festival en 2006.

Helsinki est considérée comme l'une des principales plaques tournantes de la musique populaire en Europe du Nord, de nombreux groupes largement reconnus y ont été représentés, notamment des groupes originaires de la ville ou du pays comme HIM, Stratovarius, Norther, Wintersun, Amorphis, Children of Bodom, Sonata Arctica, Ensiferum, The Rasmus, Shape of Despair, The 69 Eyes, Hanoi Rocks ou encore Apocalyptica.
Les principaux sites pour écouter de la musique en ville sont l'Opéra national de Finlande, sur le bord de la baie de Töölö et la maison Finlandia ou Kalasatama le site du Flow Festival.
Les principaux orchestres de la ville sont l'orchestre philharmonique d'Helsinki fondé en 1882 et l'orchestre symphonique de la radio finlandaise fondé en 1927.
De grands concerts et événements ont lieu généralement à l'une des deux grandes patinoires de hockey de la ville : l'Hartwall Arena d'Helsinki ou le Helsingin Jäähalli.
Sa principale salle est l'Hartwall Arena qui a servi à accueillir de nombreux événements comme le concours Eurovision de la chanson 2007, des concerts et des spectacles à grands budgets et des événements sportifs.

## Tourisme
Le tourisme à Helsinki est largement dominé par la culture. La ville compte bon nombre de musées tels que le musée national (Kansallismuseo), le musée d'art contemporain (Kiasma), le musée d'art classique (Ateneum) ou le musée d'histoire naturelle.
De plus, comme partout dans les pays nordiques, l'architecture et le design sont d'une grande importance. Le classicisme a donné visage au centre-ville comme à la cathédrale et à l'université d'Helsinki. (cf. paragraphe sur l'urbanisme).
Par rapport à son histoire riche, il est nécessaire de visiter les petites îles de Suomenlinna (Sveaborg en suédois), ancienne fortification dans le port de la ville ayant été construite par les Suédois pour défendre la ville et la Finlande, notamment contre les Russes.
Helsinki compte 44 hôtels totalisant 6 838 chambres, ainsi que 876 restaurants.

## Sports

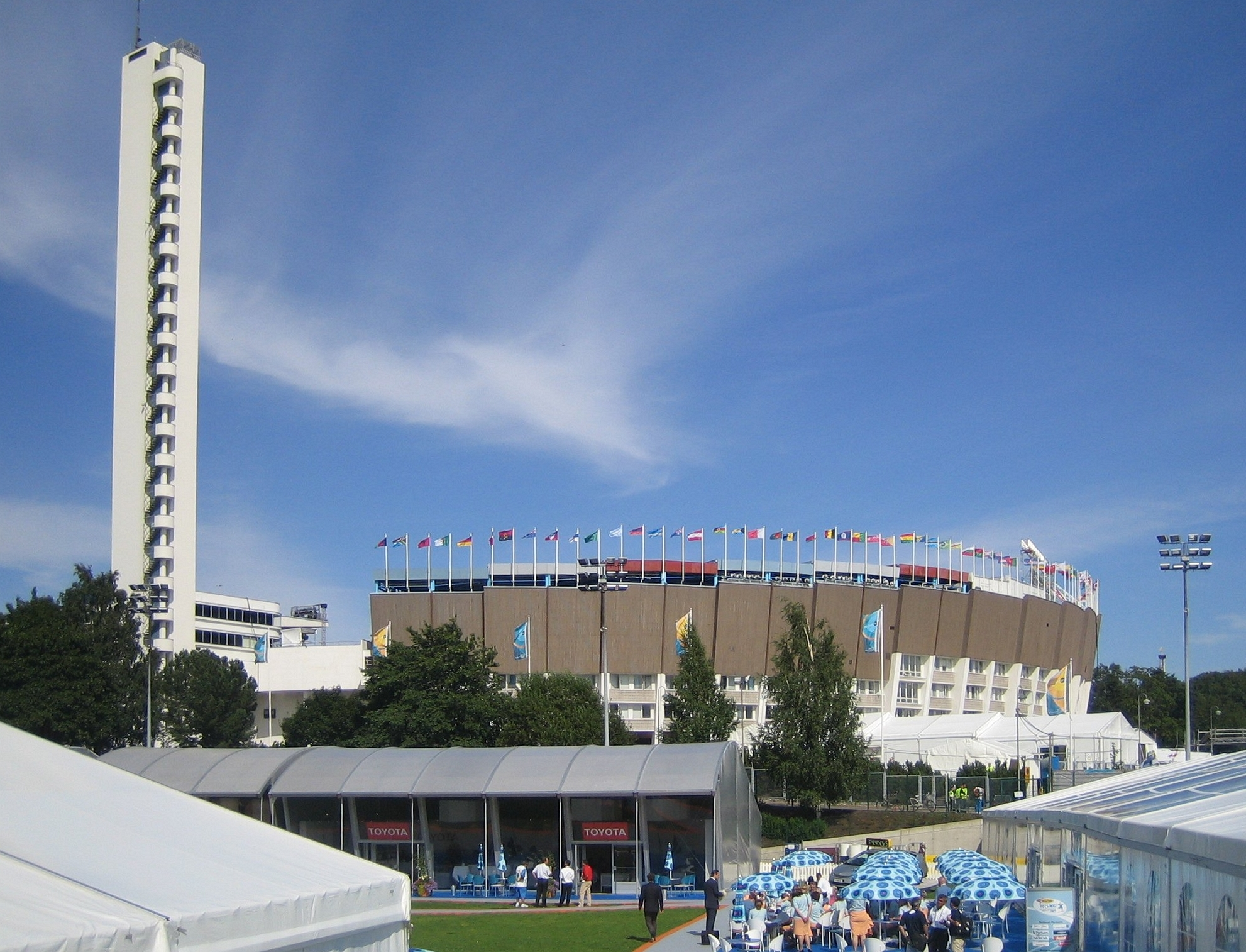
Stade olympique d'Helsinki.

- La ville aurait dû accueillir les Jeux olympiques en 1940, qui ont été annulés.
- La ville a accueilli les Jeux olympiques d'été de 1952.
- Elle a également accueilli les Championnats du monde d'athlétisme à deux reprises : en 1983 et en 2005, ainsi que les Championnats d'Europe d'athlétisme à trois reprises : en 1971, 1994 et 2012.
- Helsinki a accueilli les Championnats d'Europe Junior de Natation en 2010.
- Hockey sur glace : elle dispose d'un club en KHL, le Jokerit Helsinki.
- Le championnat du monde de hockey sur glace 2003 a été notamment organisé à Helsinki, tout comme le fut l'édition 2012 (conjointement avec Stockholm).
- Les meilleures équipes de patinage synchronisé s'y entrainent, parmi elles les Rockettes, Marigold Ice Unity, Team Unique.
- Helsinki compte deux clubs de football en première division : le HJK Helsinki et le IFK Helsinki.
- La ville a accueilli les 15e World Gymnaestrada en juillet 2015. Cette compétition rassemble des gymnastes du monde entier, venus faire démonstration de leur sport.
- Les Championnats du monde 2017 de patinage artistique ont eu lieu à 2017. Helsinki est donc le lieu du deuxième sacre d'Evgenia Medvedeva, de la victoire de Tessa Virtue et Scott Moir un an après la fin de leur retraite, de la reprise de son titre par Yuzuru Hanyu, etc.

Helsinki compte :
- 4 787 ha de parcs de loisirs et de sports ;
- 33 gymnases ;
- 216 km de sentiers et pistes de ski ;
- 14 piscines couvertes ;
- 7 patinoires couvertes[28] ;
- le tunnel à ski de Kivikko.

## Jumelages
Helsinki n'a pas de ville jumelée à proprement parler. Elle fait à la place partie du réseau des métropoles européennes.
Elle a également des accords de coopération avec plusieurs capitales nordiques et de la zone baltique, ainsi qu'avec Moscou et Pékin.
| Ville | Ville              | Pays | Pays       | Période                |
| ----- | ------------------ | ---- | ---------- | ---------------------- |
|       | Berlin             |      | Allemagne  |                        |
|       | Copenhague         |      | Danemark   |                        |
|       | Eindhoven          |      | Pays-Bas   |                        |
|       | Guadalajara        |      | Mexique    |                        |
|       | Kiev,              |      | Ukraine    | depuis le 12 mars 1993 |
|       | Nuuk               |      | Groenland  |                        |
|       | Oslo               |      | Norvège    |                        |
|       | Prague             |      | Tchéquie   |                        |
|       | Pékin              |      | Chine      |                        |
|       | Reykjavik          |      | Islande    |                        |
|       | Saint-Pétersbourg, |      | Russie     | 1993-2022              |
|       | Sofia              |      | Bulgarie   |                        |
|       | Stockholm          |      | Suède      |                        |
|       | Tallinn            |      | Estonie    |                        |
|       | Tórshavn           |      | îles Féroé |                        |

## Galerie d'images

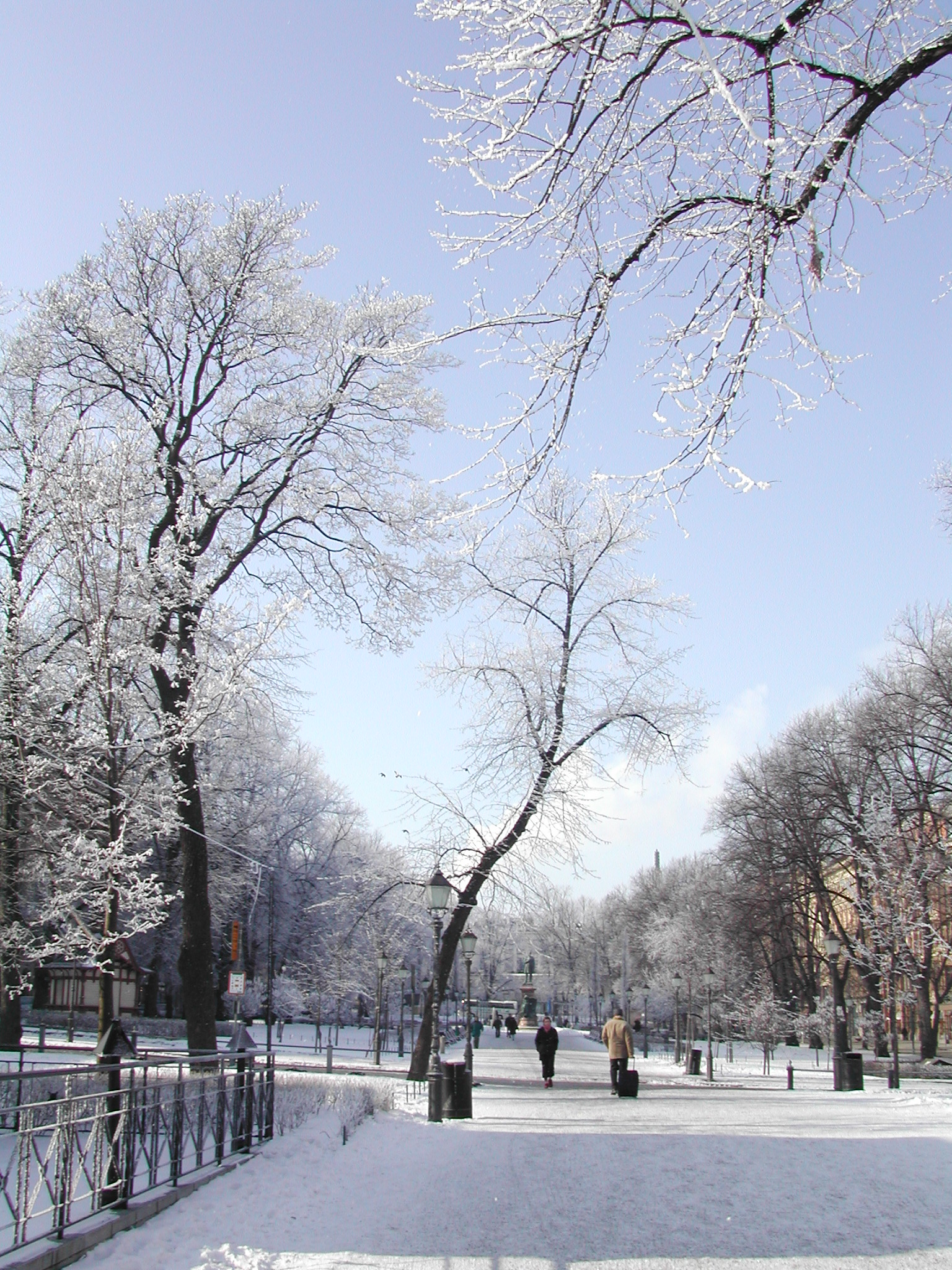
L'esplanade d'Helsinki par un beau dimanche d'hiver.
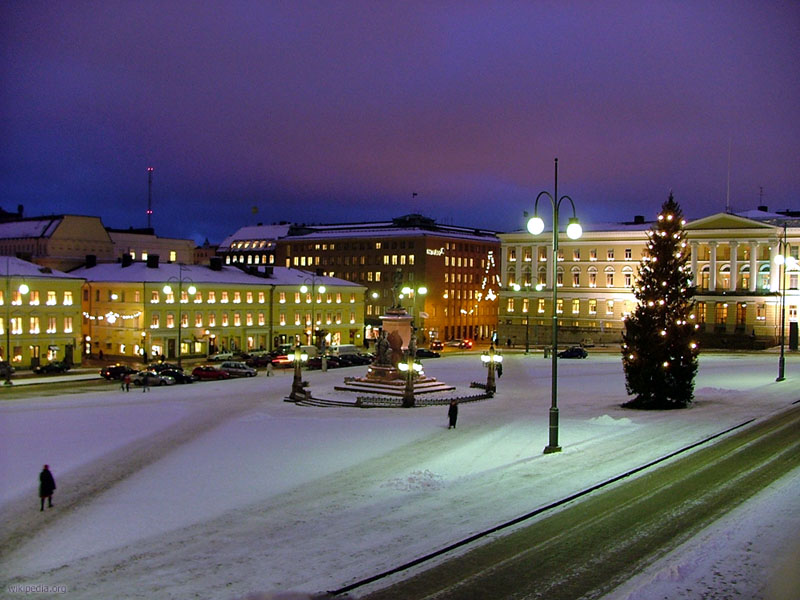
La place du Sénat un matin de décembre.
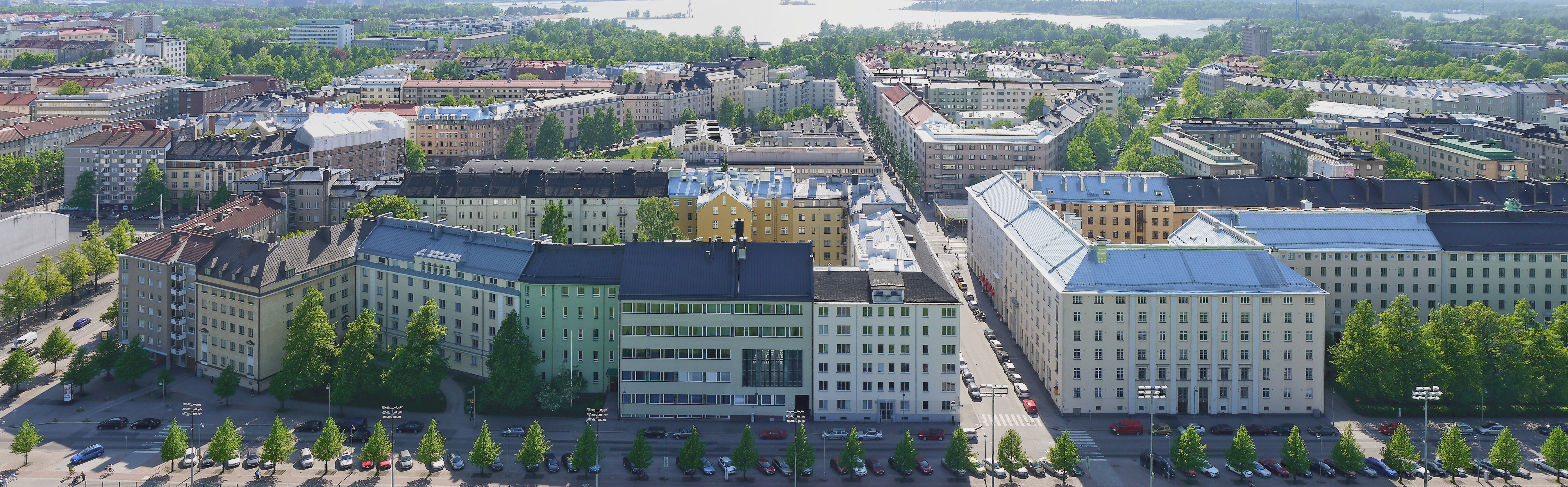
Vue sur Töölö depuis le stade olympique.
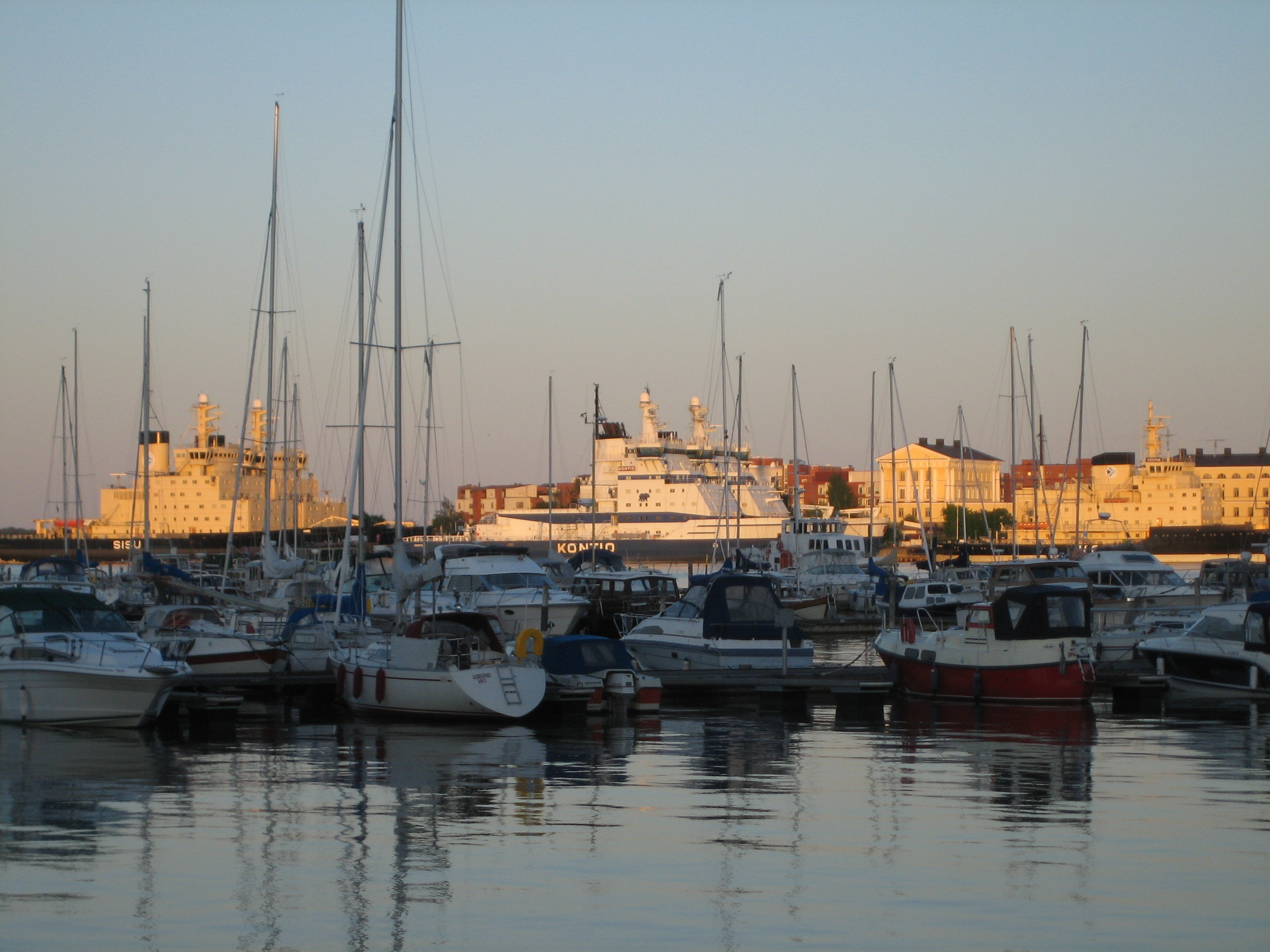
Le port Katajanokka.
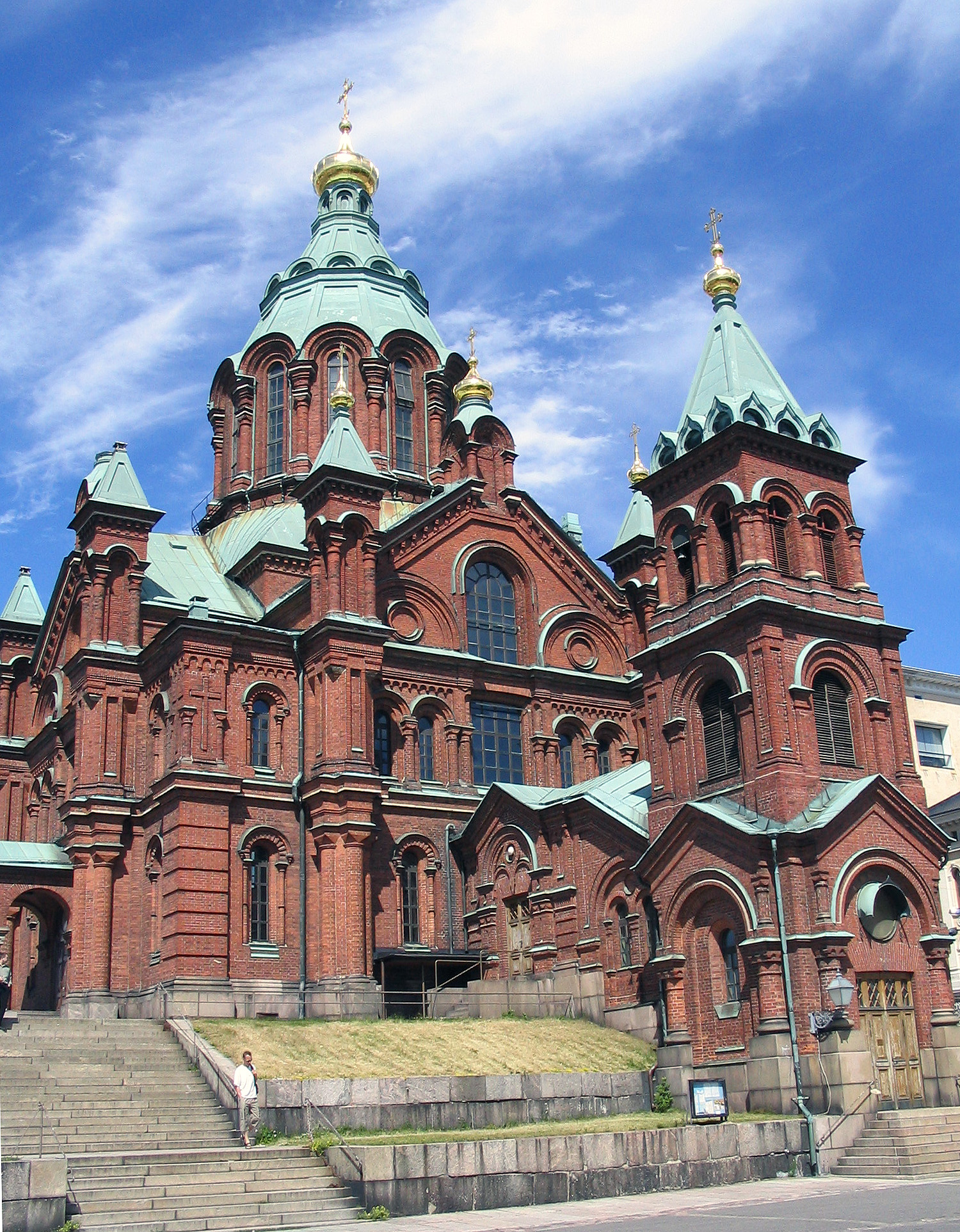
La cathédrale Uspenski.
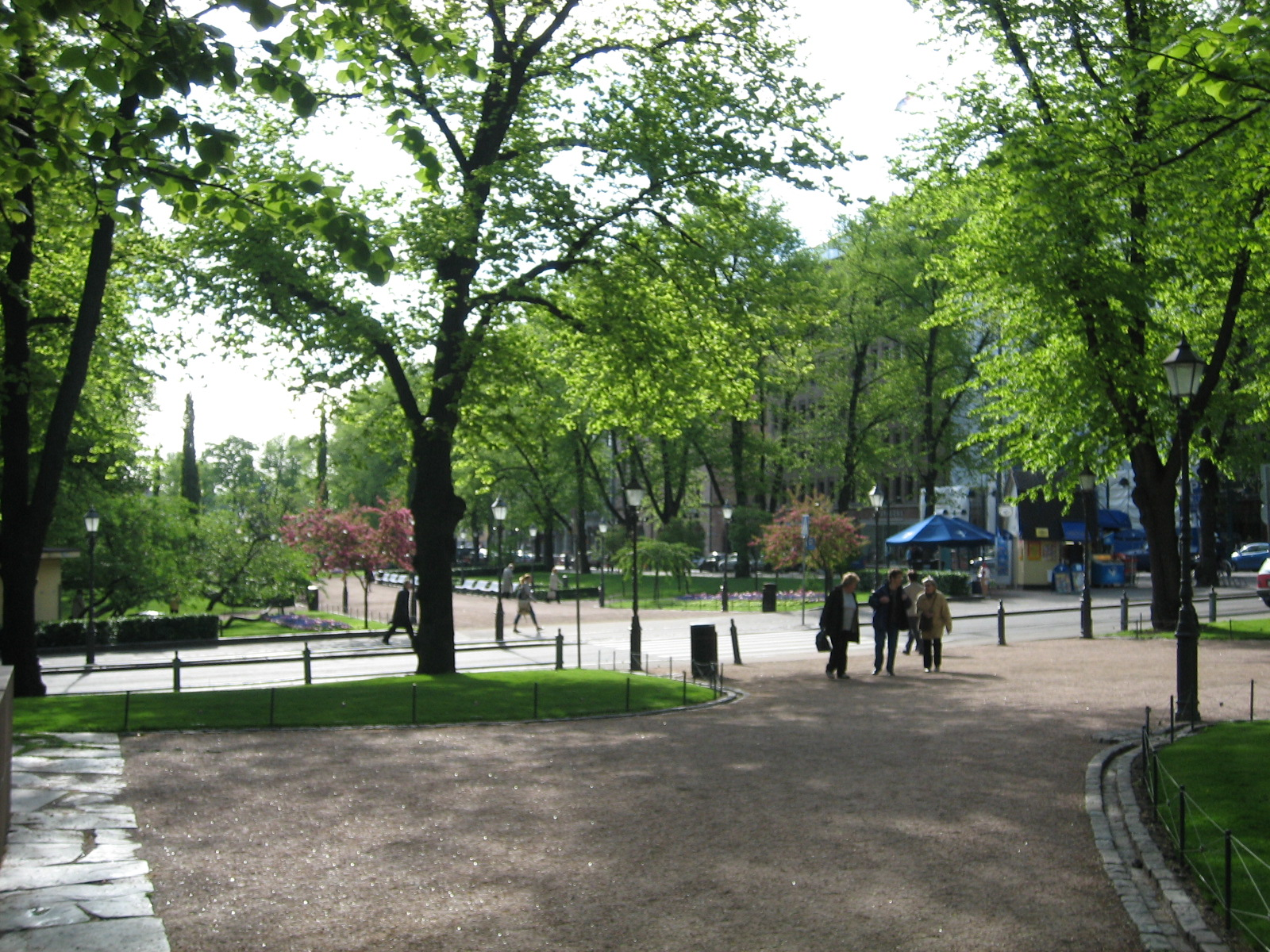
L'Esplanade.
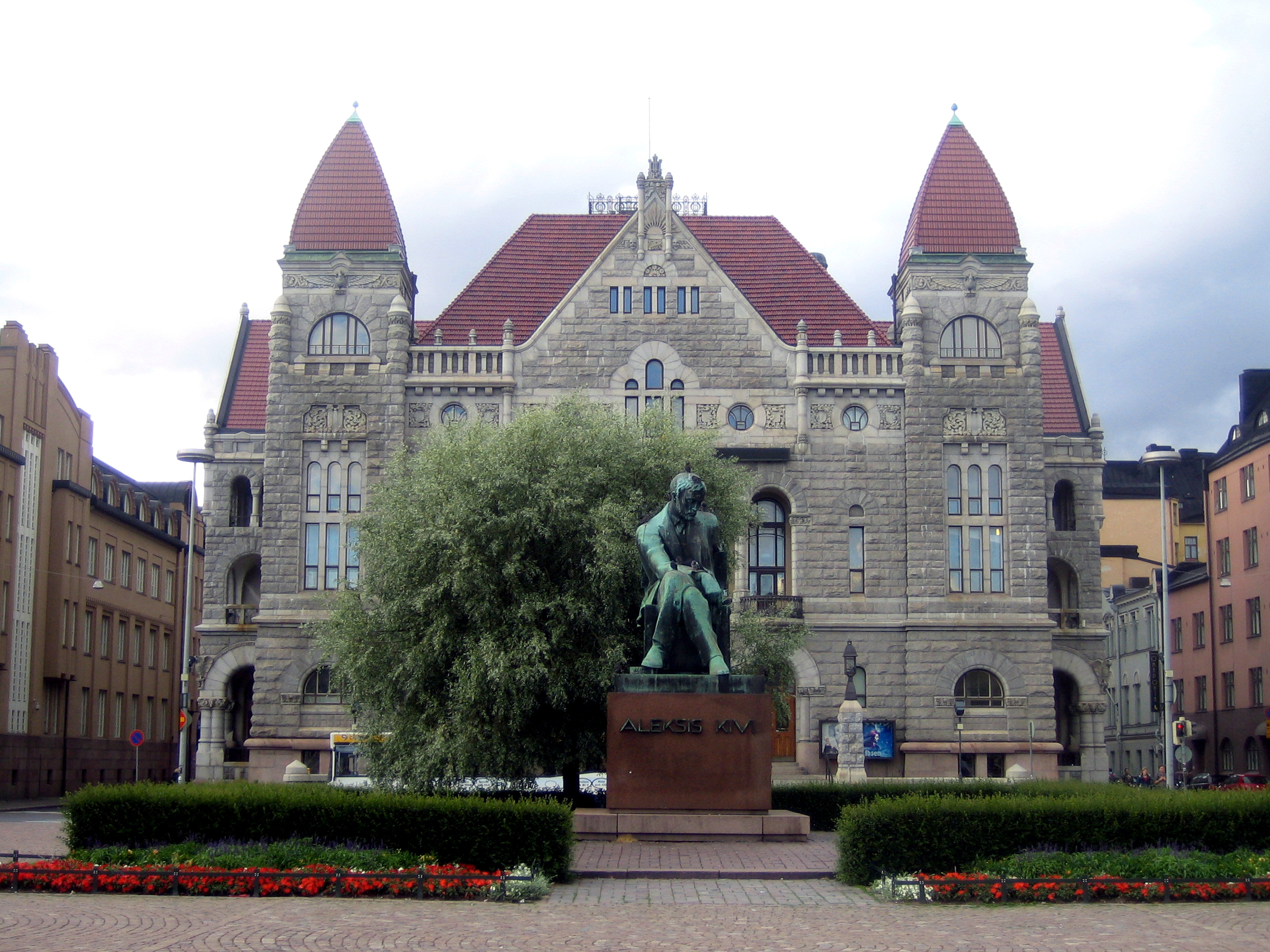
Le Théâtre national de Finlande.
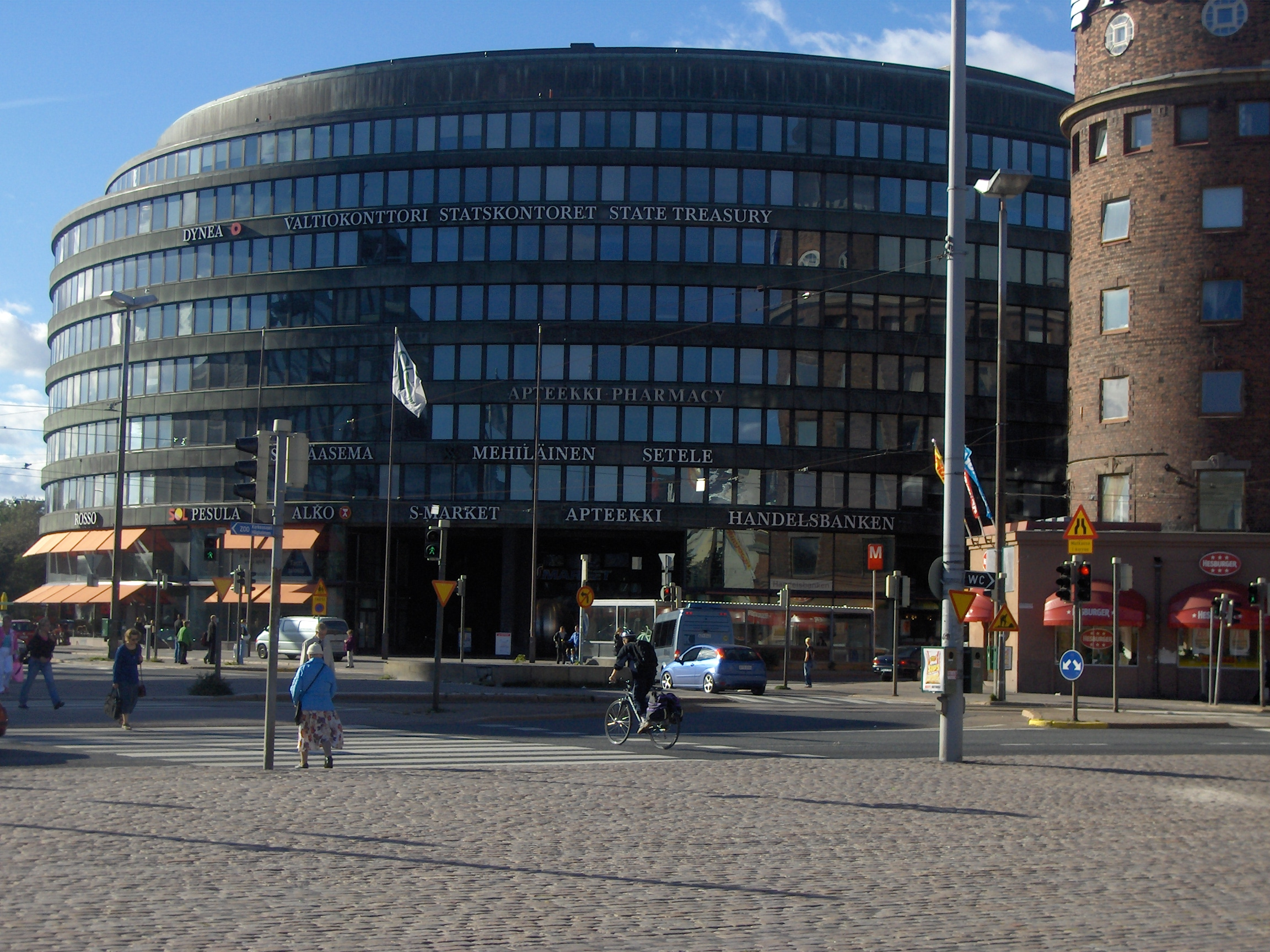
Le bâtiment d'Ympyrätalo.
Vue sur le centre d'Helsinki.
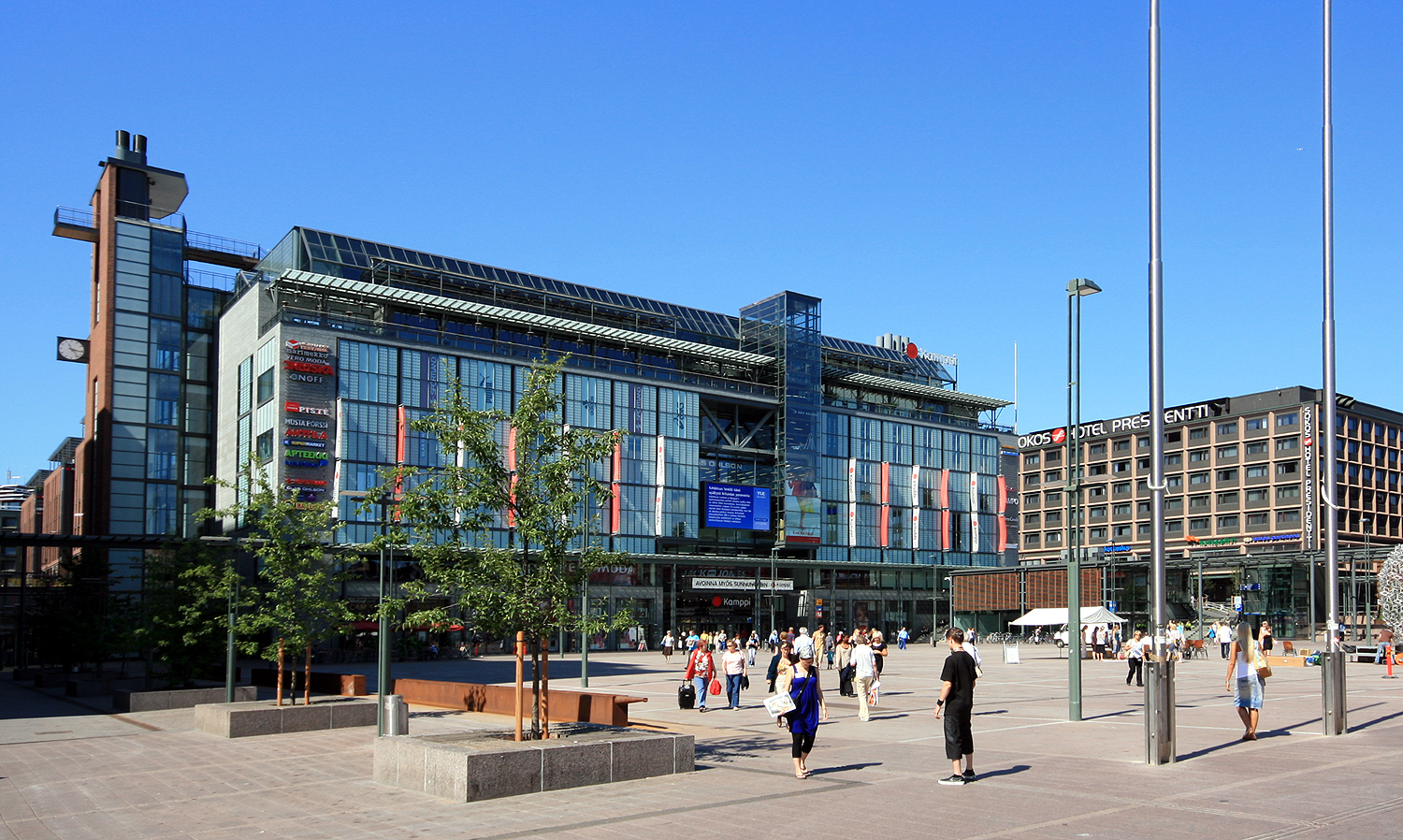
Le centre commercial de Kamppi Center, dans le quartier de Kamppi.
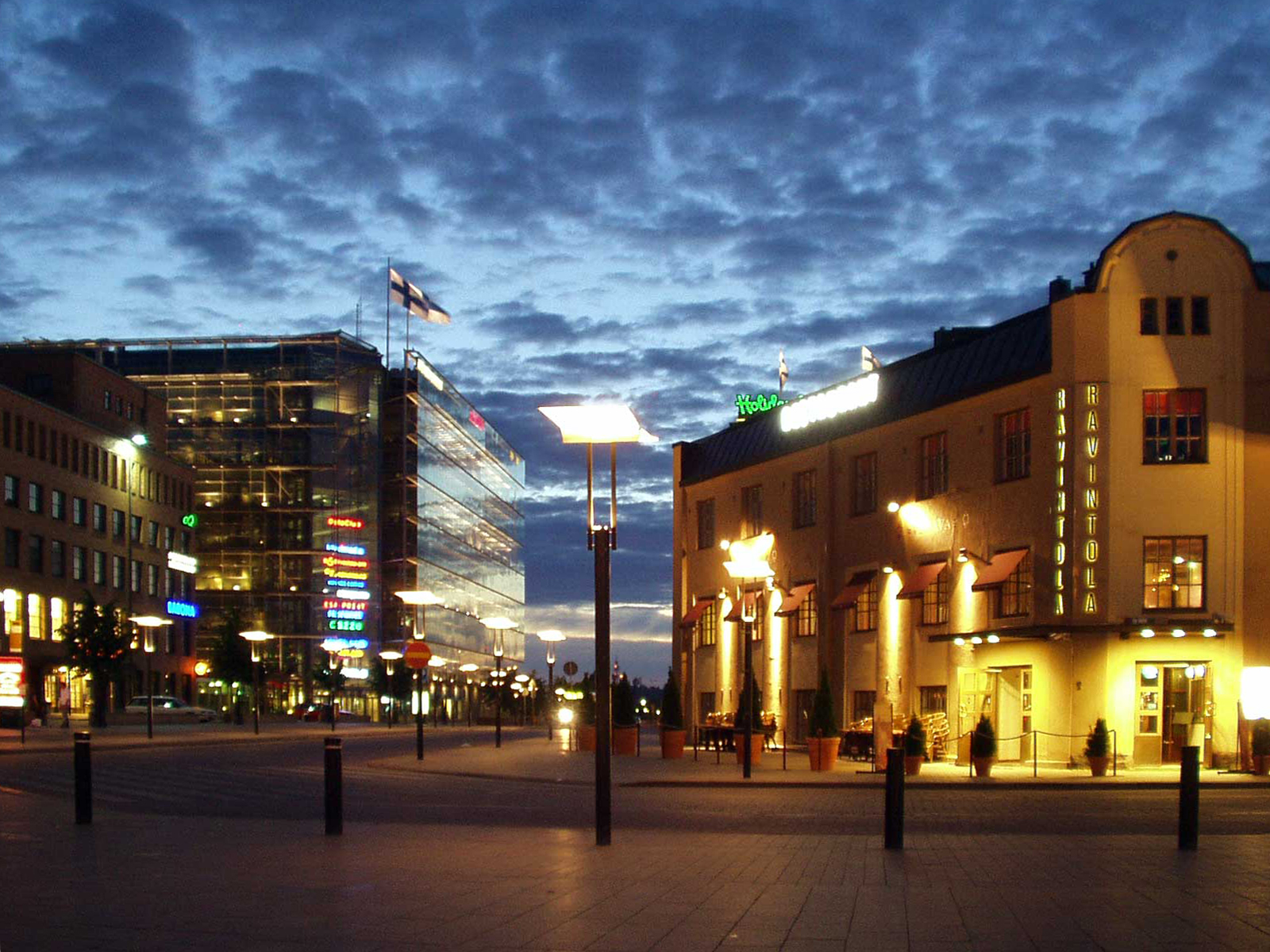
Un quartier du centre-ville à l'aube.
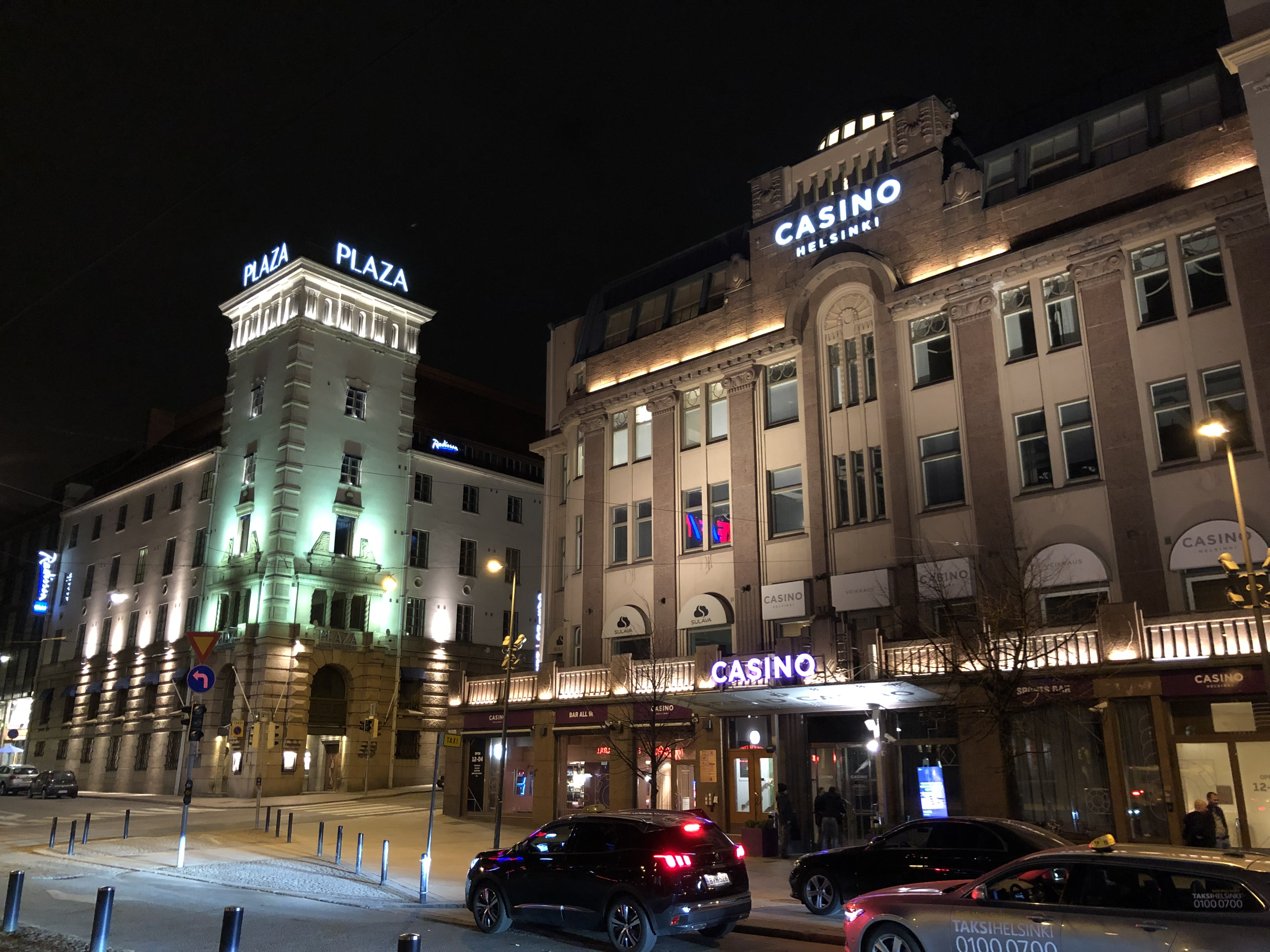
Le Casino d’Helsinki.
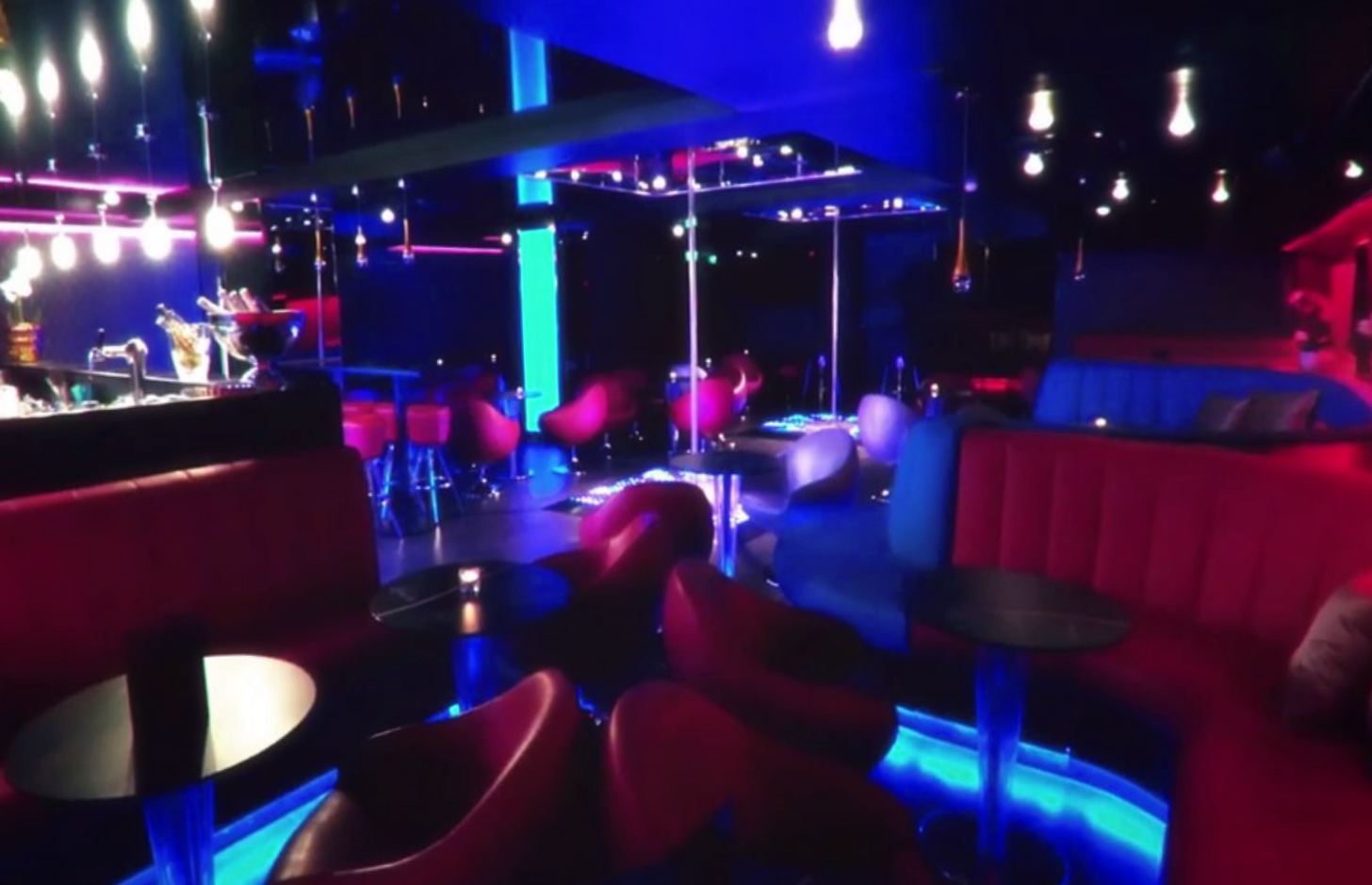
Intérieur du Gentleman Club Helsinki à Punavuori.
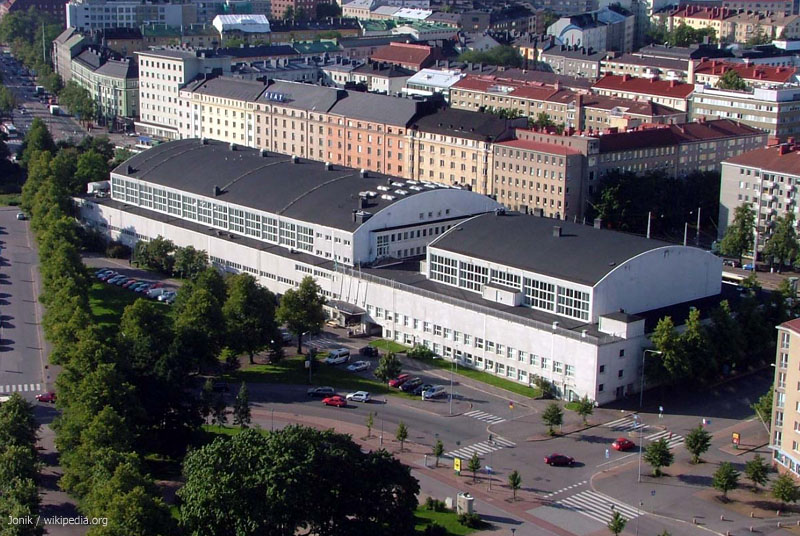
Le gymnase de Töölö.
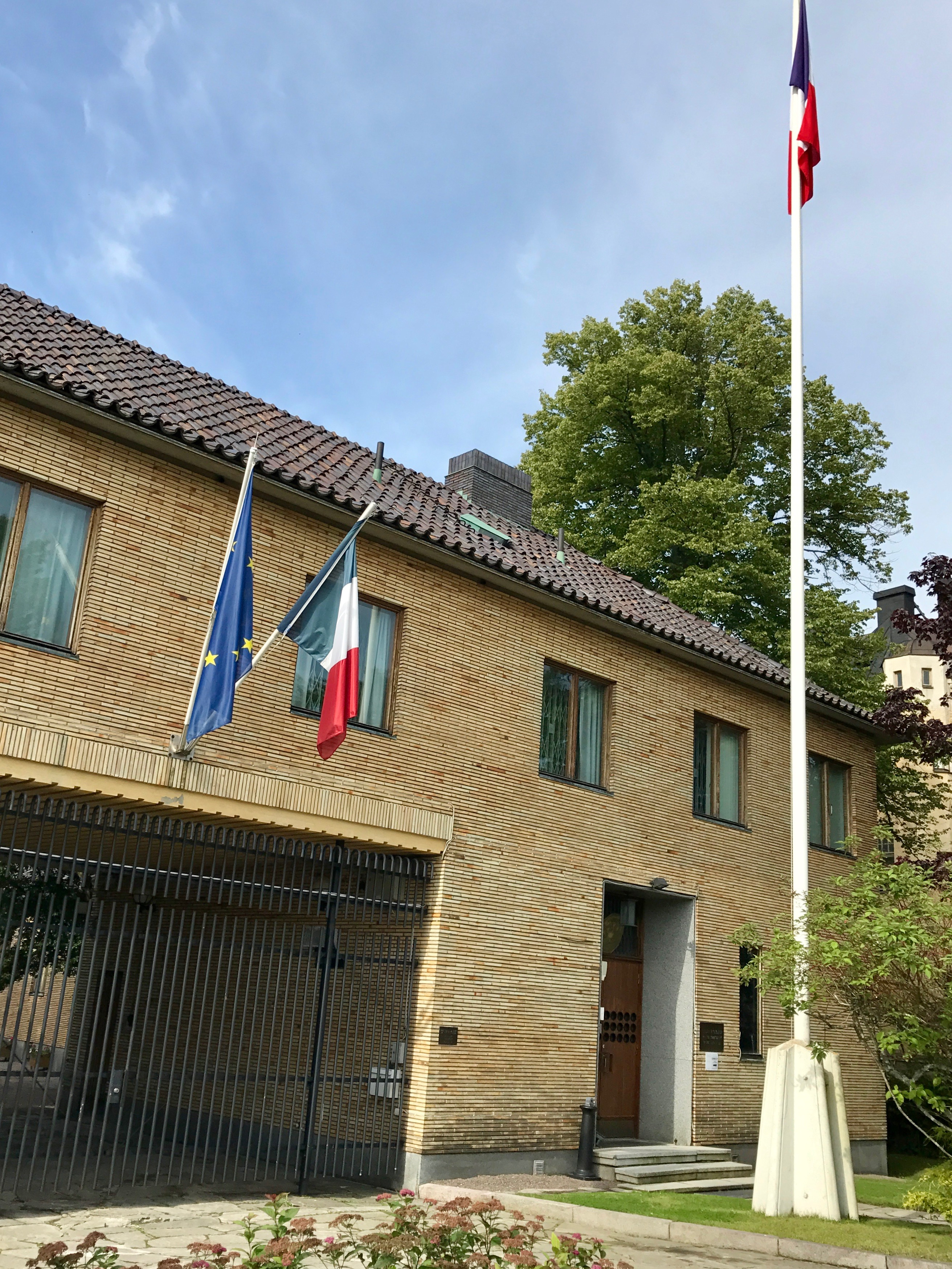
L'ambassade de France en Finlande à Kaivopuisto.
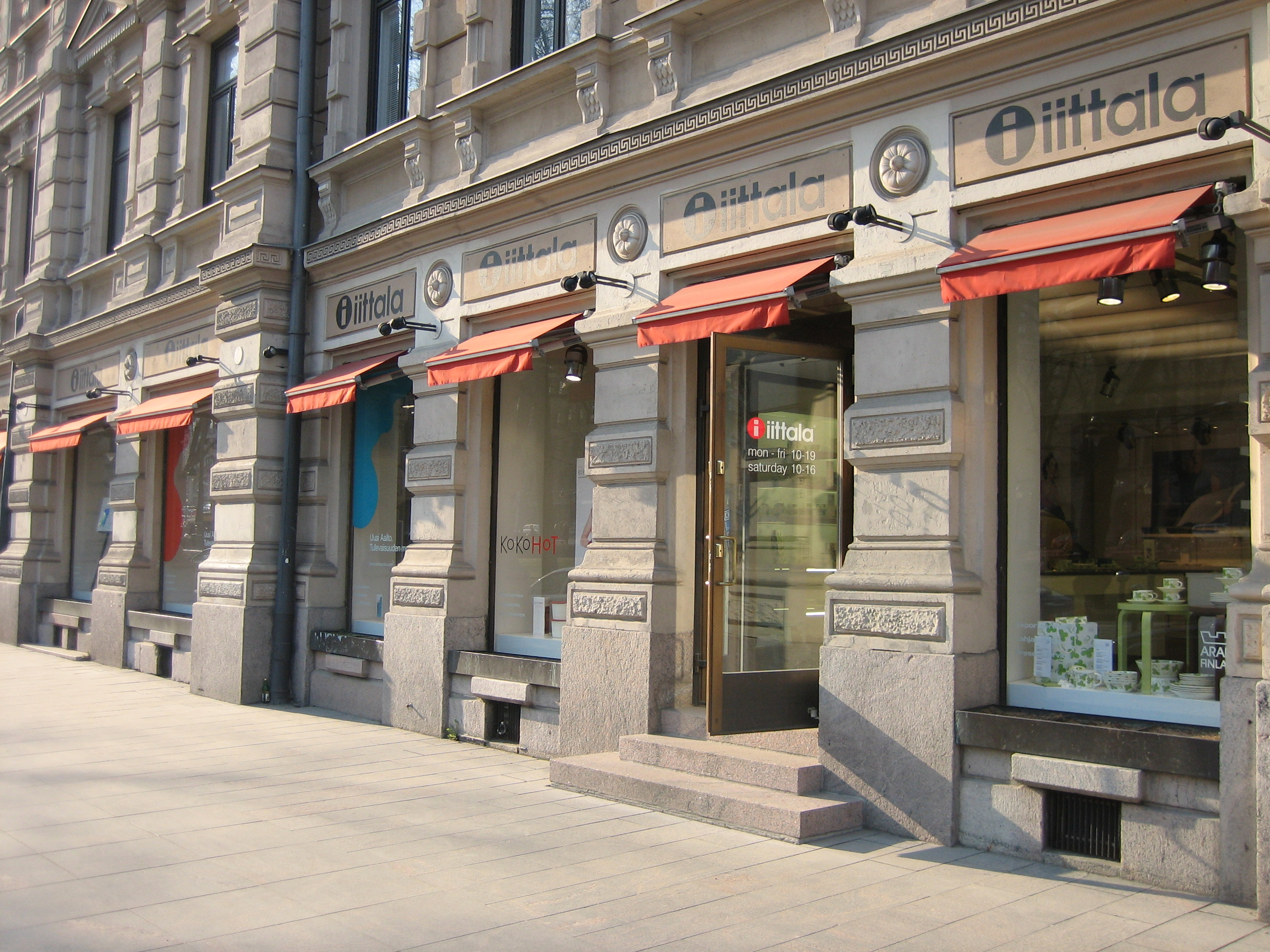
La rue centrale Esplanadi avec la boutique de la célèbre marque de design finlandaise Iittala
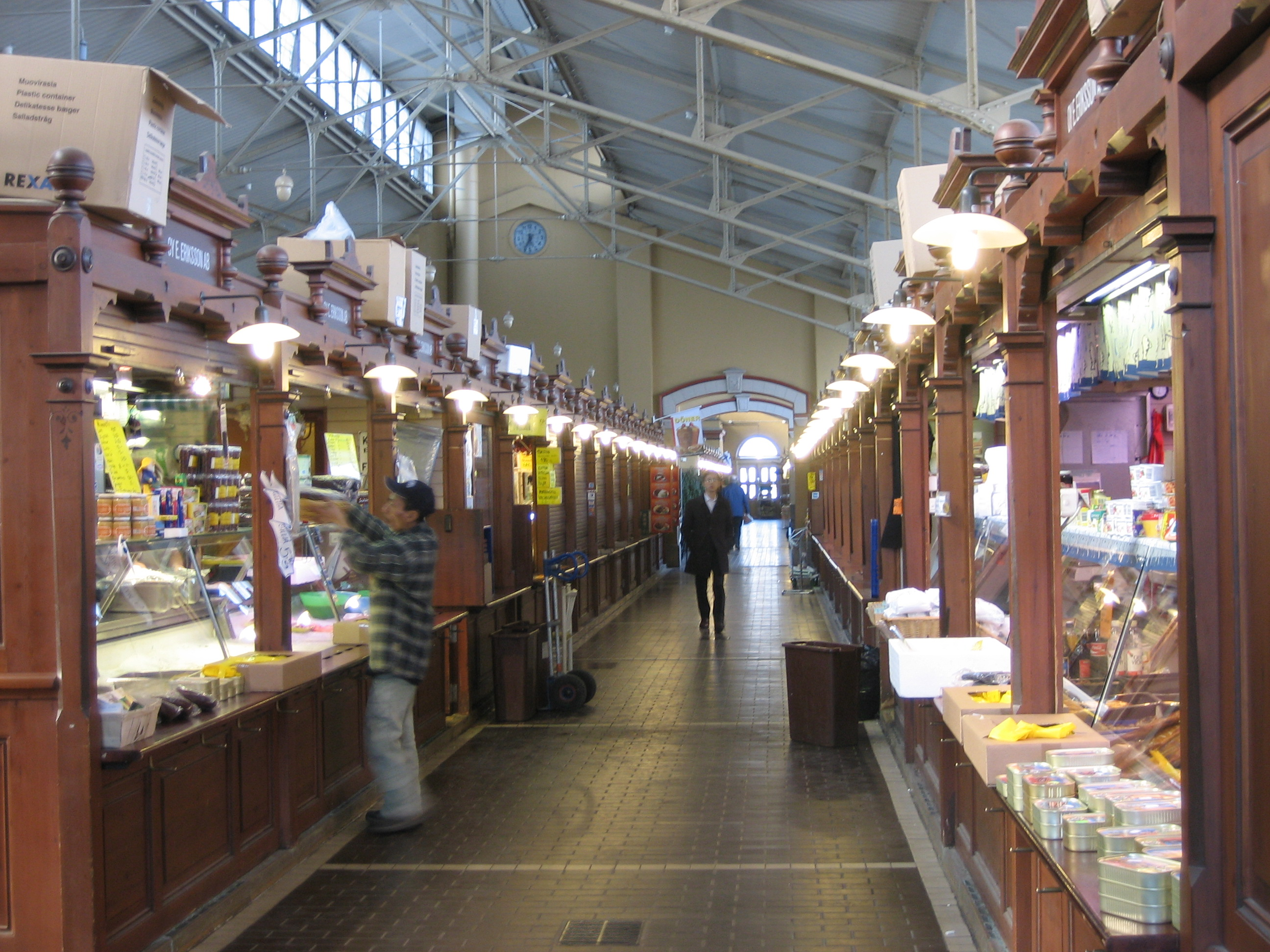
L'intérieur du marché couvert de Kauppahalli dans le centre-ville